# 栃木県出身の人物一覧
栃木県出身の人物一覧（とちぎけんしゅっしんのじんぶついちらん）は、栃木県出身または出生であり、ウィキペディア日本語版に単独記事が存在する人物の一覧。

## 公人

### 政治家（栃木県外出身で県内の選挙区選出者を含む）

#### 総理大臣・議長経験者
- 小磯國昭（第41代内角総理大臣）：宇都宮市
- 船田中（第51・56代衆議院議長）：宇都宮市
- 星亨（第2代衆議院議長、栃木1区）：東京都出生

#### その他の政治家
- 田中正造（元衆議院議員）：佐野市（旧安蘇郡小中村）
- 小平重吉（元衆議院議員、元栃木県知事）：下野市（旧石橋町）
- 小平久雄（元労働大臣）：下野市（旧石橋町）
- 岩崎純三（元参議院議員、総務庁長官、元真岡市長 ）
- 佐藤勉（元自由民主党総務会長、総務大臣・内閣府特命担当大臣（地方分権改革）、国家公安委員会委員長・内閣府特命担当大臣（沖縄及び北方対策・防災）、自由民主党国会対策委員長、衆議院総務委員長、衆議院議院運営委員長、衆議院国家基本政策委員長、栃木県議会議員）：壬生町
- 戸叶武（元参議院議員）：佐野市（旧安蘇郡田沼町）
- 戸叶里子（元衆議院議員、日本初の女性代議士、栃木県全区）：長野県松本市出生
- 船田享二（元行政管理庁長官、賠償庁長官）
- 藤枝泉介（元防衛庁長官、運輸大臣、自治大臣）：宇都宮市
- 稲村利幸（環境庁長官）：足利市
- 船田譲（元参議院議員、元栃木県知事）：宇都宮市
- 船田元（元経済企画庁長官）：宇都宮市
- 渡辺美智雄（元大蔵大臣、副総理兼外務大臣）：大田原市（千葉県習志野市出生）
- 藤尾正行（元文部大臣、労働大臣、自由民主党政務調査会長）
- 渡辺喜美（元金融担当副大臣、金融担当大臣兼行政改革担当大臣兼公務員制度改革担当大臣）：現那須塩原市（旧西那須野町）
- 森山欽司（元科学技術庁長官、運輸大臣、栃木1区）：東京都出生
- 森山眞弓（元環境庁長官、内閣官房長官、文部大臣、法務大臣、栃木2区）：東京都出生
- 枝野幸男（選出選挙区・埼玉県、元行政刷新担当大臣、内閣官房長官、経済産業大臣兼原子力損害賠償支援機構担当大臣、元民進党幹事長、元立憲民主党代表）：宇都宮市
- 茂木敏充（元外務大臣、元経済再生担当大臣、元沖縄･北方対策担当大臣兼科学技術担当大臣、金融担当大臣・行政改革担当大臣・公務員制度改革担当大臣、経済産業大臣兼原子力損害賠償支援機構担当大臣、第55代自由民主党幹事長、元自民党政調会長）：足利市
- 簗瀬進（元衆議院議員、参議院議員、栃木県議会議員）：宇都宮市
- 山岡賢次（元大蔵政務次官、国家公安委員長兼拉致問題担当大臣兼消費者担当大臣）
- 西川公也（元農林水産大臣、元衆議院環太平洋パートナーシップ協定等に関する特別委員長 、元栃木県議会議長）：さくら市
- 浜野清吾（元行政管理庁長官、法務大臣）：上三川町（旧本郷村）
- 森田景一（元衆議院議員）：塩谷町
- 神田厚（元防衛庁長官、民社党国会対策委員長）：益子町
- 湯沢三千男（元内務大臣、宮城県知事、広島県知事、兵庫県知事）：鹿沼市（旧上都賀郡加蘇村）
- 森下國雄（元衆議院議員）：高根沢町（旧阿久津村）
- 横川信夫（元栃木県知事、参議院議員）：宇都宮市
- 矢野哲朗（元栃木県議会議員、参議院議員、自由民主党参議院国会対策委員長）：宇都宮市
- 渡辺文雄（元栃木県知事）：宇都宮市
- 小平久雄（元総務長官、労働大臣、衆議院副議長）：下野市（旧石橋町）
- 植竹繁雄（衆議院議員、栃木2区）：東京都出生
- 福田昭夫（衆議院議員、元栃木県知事）：日光市（旧今市市）
- 福田富一（栃木県知事、元宇都宮市長、元栃木県議会議員）：日光市（旧今市市）
- 亀岡偉民（元衆議院議員、福島1区）：下野市（旧国分寺町）
- 石森久嗣（元衆議院議員、栃木1区）：静岡県静岡市出生
- 谷博之（元参議院議員、栃木県議会議員）：徳島県出生
- 国井正幸（元参議院議員）：市貝町
- 木島日出夫（元衆議院議員）：鹿沼市
- 柏倉祐司（元衆議院議員）：宇都宮市
- 蓮実進（元衆議院議員）：那須町
- 佐藤明男（元衆議院議員）：宇都宮市
- 簗和生（衆議院議員、栃木3区）：東京都出生、現住所は大田原市
- 島崎晃（イギリスの政治家。ニックネームはJack Bara Caws。西ウェールズの町カーディガンで、4年間町議会議員を務めた）：大田原市、現国籍はイギリス
- 高橋克法（国土交通大臣政務官）：高根沢町
- 相馬憲一（大田原市長、元栃木県議会議員、栃木県議会議長）：大田原市
- 高木真理（参議院議員(選出選挙区・埼玉県)、元埼玉県議会議員）：日光市
- 竹上裕子（衆議院議員、元愛知県議会議員）：宇都宮市
- 五十嵐清（衆議院議員、元栃木県議会議員）：小山市
- 上野通子（参議院議員、元栃木県議会議員）：宇都宮市

### 行政官、官僚
- 朝海浩一郎（在アメリカ合衆国日本大使）：足利郡北郷村（現足利市）
- 荒井退造（警察官僚）：芳賀郡清原村（現宇都宮市上籠谷町）: 太平洋戦争の沖縄戦時、沖縄県警察部長として県民の避難・保護に尽力した偉人。「島守の塔」（2022年公開）のタイトルで映画化された。
- 今井尚哉（通産・経産官僚。三菱重工業顧問、キヤノングローバル戦略研究所研究主幹。内閣総理大臣補佐官、内閣官房参与）：宇都宮市
- 大金益次郎（宮内官僚。昭和天皇侍従長。日本銀行監事・済生会理事長）：那須郡馬頭町（現那珂川町）
- 荻野徹（警察官僚。警察庁長官、原子力規制庁長官）：足利市
- 柿沼幸一郎（公正取引委員会委員、日本銀行理事）
- 北島秀朝（幕末の水戸藩士・神職、明治期の内務官僚、県令）：下野国那須郡大山田（現那須郡那珂川町）
- 川田司（駐ポーランド特命全権大使、外務省領事局長）：足利市
- 須藤正彦（最高裁判所判事）：足利市
- 藤枝泉介（内務官僚、衆議院議員、総理府総務長官、防衛庁長官、運輸大臣、自治大臣兼国家公安委員会委員長 ）：宇都宮市
- 藤田裕司（東京都教育委員会教育長）、外務省領事局長
- 藤沼庄平（警視総監、東京都知事）：安蘇郡堀米町（現佐野市）
- 村瀬直養（商工官僚、政治家、実業家。商工次官、貴族院議員、法制局長官、綜合計画局長官）：宇都宮市

### 軍人・自衛官
- 秋草俊（陸軍少将、日本版CIAとして世界的規模で諜報、防諜を行う陸軍の秘密機関である中野学校の初代校長。対ソ戦略の専門家として高名）：足利市
- 大島正毅（海軍中将）：那須町
- 大沼渉（黒羽藩士、陸軍少将、男爵）：大田原市
- 小磯國昭（陸軍大将、従二位、勲一等、功二級、後の内角総理大臣）：宇都宮市出生、山形県新庄市出身
- 小嶋時久（陸軍少尉、陸軍自動車学校長）：下都賀郡旧下稲葉村（現壬生町下稲葉）
- 篠原弘道（陸軍少尉、「東洋のリヒトホーフェン」と呼ばれた撃墜王）：河内郡雀宮村（現宇都宮市）
- 寺内正道（海軍中佐、駆逐艦「雪風」を“幸運艦”にした5代目艦長）
- 奈良武次（陸軍大将、男爵）：鹿沼市
- 人見豊治（海軍大佐）：栃木市（旧下都賀郡瑞穂村）
- 舩坂弘（陸軍軍曹、大盛堂書店初代代表取締役会長）：栃木市（旧西方村）
- 麦倉俊三郎（陸軍中将）：宇都宮市
- 村上啓作（陸軍中将）：さくら市（旧喜連川町）
- 森田仲造（壬生藩士、陸軍伍長）：壬生町
- 横地光明（陸将、 第3師団長、 陸上自衛隊富士学校長、 東北方面総監）

## 実業家・経営者
五十音順。
- 相羽有（日本飛行学校、東京航空輸送社創業者）：宇都宮市
- 秋草直之（元富士通社長）
- 新井明（元日本経済新聞社社長）：那須烏山市
- 有富慶二（ヤマト運輸社長、同会長、ヤマトホールディングス社長、同会長）
- 飯塚毅（TKC創業者）：鹿沼市
- 石井武（オルトプラス創業者・CEO）：足利市
- 板橋敏雄（元板通社長、わたらせテレビ社長）：足利市
- 出井伸之（元ソニー会長兼CEO）：佐野市（旧葛生町）
- 井深大（ソニー創業者）：日光市
- 岩崎清七（磐城セメント創業者）：栃木市（旧藤岡村）
- 岩田林平（クックパッド代表執行役）
- 植木宏（メルシャン社長・CEO、キリンビールマーケティング社長、富士ミネラルウォーター社長、日本ワイナリー協会理事長）：宇都宮市
- 植竹三右衛門（東野鉄道社長）： 那須郡川西町（現大田原市）
- 牛久崇司（キッコーマン社長）：栃木市
- 襟川陽一（コーエー創業者、最高顧問）：足利市
- 大出一博（ファッションプロデューサー、SUNデザイン研究所設立者）：宇都宮市
- 大久保登志正（宇都宮ケーブルテレビ代表取締役社長）
- 大塚実（大塚商会創業者、日本の富豪ランキング16位）：益子町
- 小川三夫（宮大工 、鵤工舎創設者）：矢板市
- 加藤武男（三菱銀行頭取）：上都賀郡落合村（現日光市）
- 釜井章二（元安田信託銀行社長、会長）
- 栗田英男（東京毎夕新聞社主、鉱山経営者、栗田美術館創設者）：足利市
- 菊池寛実（投資家、辰ノ口炭鉱・三友炭鉱・高萩炭鉱創業者）：那珂川町（旧那須郡馬頭町）
- 河野文彦（航空技術者、三菱重工業社長）：大田原市
- 小島勝平（コジマ創業者）：宇都宮市
- 小平浪平（日立製作所創業者）：都賀町
- 小堀保三郎（経営者、発明家）：上三川町（旧河内郡明治村）
- 小松原俊一（元三井鉱山（現日本コークス工業）社長、同会長、同相談役）
- 酒巻久（キヤノン電子社長、会長）：佐野市
- 白石勝（元文藝春秋社長）：鹿沼市
- 関根福一（住友大阪セメント社長、会長、セメント協会会長）：栃木市
- 瀧澤喜平治（明治から大正時代前期の政治家、実業家、銀行家。貴族院多額納税者議員、栃木県議会議員、第四十一国立銀行頭取。喜平治が建設した「瀧澤家住宅」は、県の指定文化財となって残っている。：さくら市（旧塩谷郡桜野村）
- 田村節男（元デニーズジャパン社長）：佐野市
- 寺澤芳男（ローンスタージャパン会長、東京スター銀行会長、多数国間投資保証機関長官（初代）、参議院議員（1期）、経済企画庁長官、参議院外務委員長）：佐野市
- 殿岡利助（アキレス創業者）：足利市（旧足利町）
- 中島清文（三鷹の森ジブリ美術館館長、スタジオジブリ社長）：小山市
- 野澤一郎（巴コーポレーション創業者、発明家、紫綬褒章）：上三川町（旧河内郡本郷村）
- 浜本階生（スマートニュース共同創業者、社長）：宇都宮市
- 藤平謹一郎（下野新聞社長、栃木県議会議員）：市貝町
- 法師人尚史（元元気寿司社長）
- 宮澤栄一（デジタルハーツホールディングス創業者・会長）：上三川町
- 宮島清次郎（日清紡績社長・会長、日本工業倶楽部理事長）：安蘇郡飯田町（現佐野市）
- 武藤潤（東燃ゼネラル石油社長、鹿島石油社長、石油学会長）：鹿沼市
- 矢板武（明治から大正時代前期の実業家、政治家。那須開墾社社長、下野銀頭取、矢板農場設立、矢板信用組合・矢板銀行・日光銀行設立。下野新聞社会長、栃木県議会議員）：塩谷郡矢板村（現矢板市）
- 柳田誠二郎（日本航空初代社長）：足利市
- 山内幸夫（ニチレキ社長）
- 山根春衛（大正海上火災保険社長）：栃木市（旧瑞穂村）
- 吉田雅司（グレートアンドグランド社長、マツモトキヨシホールディングス社長、マツモトキヨシ社長）：足利市

## 文化人
五十音順。

### 学者
- 石沢芳次郎（経済学者、拓殖短期大学学長、拓殖大学教授、同学長、防衛大学校教授、財団法人産業経済研究協会理事長）：宇都宮市
- 石田佐恵子（社会学者、大阪市立大学教授）
- 稲恭宏（放射線医学者、一般財団法人稲恭宏博士記念低線量率放射線医科学研究開発機構理事長。「低線量率放射線療法」の提唱者）
- 井村君江（英文学者、明星大学教授、同名誉教授）：宇都宮市
- 岩澤孝雄（経営学者、関東学院大学教授）：宇都宮市
- 印南博吉（経済学・保険学者、明治大学教授、同学部長、同名誉教授、創価大学教授、名誉教授、全国生活協同組合連合会の初代理事長）：大田原市
- 海老原敬吉（工学者、理化学研究所主任研究員、東京工業大学教授、日本機械学会会長）：大田原市
- 大川政三（経済学者、一橋大学教授、同名誉教授、東京国際大学教授、同学部長、同名誉教授。勲三等旭日中綬章受章）：足利市
- 大塚吉兵衛（歯学者、日本大学教授、同総長・学長、同名誉学長、硬組織再生生物学会理事長）
- 大月康弘（歴史学者・経済学者、一橋大学教授、同学部長、一橋大学理事・副学長）
- 大貫惇睦（物理学者、大阪大学教授、同名誉教授）
- 大橋力（化学者、文部省放送教育開発センター教授、千葉工業大学教授、文明科学研究所所長、星槎大学客員教授）：小山市
- 岡ノ谷一夫（動物行動学者、帝京大学教授、東京大学名誉教授・客員教授）：足利市
- 岡部隆志（日本文学研究者、共立女子短期大学教授、同名誉教授）
- 岡部みどり（国際関係論研究者、上智大学教授）：宇都宮市
- 岡安大仁（医学者、日本大学教授、日本歯科大学客員教授、ピースハウス病院ホスピス最高顧問、信愛病院ホスピス棟顧問）：入舟町（現栃木市）
- 興津要（近世文学研究家・落語研究家、早稲田大学教授、同名誉教授）：足利市
- 落合稔（会計学者、明治大学名誉教授、明治大学専門職大学院教授）
- 小野塚久枝（総合政策学者、東京家政学院大学教授）：小山市
- 片浦弘道（物理学者、首都大学東京客員教授、カーボンナノチューブの物性研究が専門）：小山市
- 堅田剛（法制史学者、獨協大学教授、同学部長）：宇都宮市
- 加藤敏夫（数学者、東京大学教授、カリフォルニア大学バークレー校教授、同名誉教授）：鹿沼市
- 金子勇（情報工学者、プログラマー、情報共有ソフト「Winny」を開発）：栃木市
- 亀山郁夫（ロシア文学者、第25代東京外国語大学学長）：宇都宮市
- 川上正光（工学者、東京工業大学学長、長岡技術科学大学初代学長、電子通信学会会長、文化功労者）：大田原市
- 川口篤（フランス文学者、東京大学教授、同学部長、学習院大学教授）：栃木市
- 川田侃（経済学者、東京大学名誉教授、上智大学名誉教授）：栃木市
- 君島和彦（歴史学者、東京学芸大学名誉教授、元ソウル大学教授）：塩谷郡箒根村（現那須塩原市）
- 君島久子（中国文学者、民族学者、国立民族学博物館・聖徳学園岐阜教育大学名誉教授）：宇都宮市
- 工藤隆（日本文学研究者、演劇研究者、大東文化大学名誉教授）：宇都宮市出生、黒磯市（現那須塩原市）出身
- 倉茂達徳（医学者、群馬大学医療技術短期大学部教授、群馬大学教授、東京福祉大学教授・副学長、同学長、高崎健康福祉大学保健医療学部長）
- 蔵持不三也（文化人類学者、早稲田大学教授）：日光市
- 栗原彬（社会学者、立教大学名誉教授）：宇都宮市
- 栗原一貴（情報科学者、津田塾大学教授）：宇都宮市
- 黒川信重（数学者、東京工業大学教授、同名誉教授）：河内郡薬師寺村（現下野市）
- 黒崎卓（経済学者、一橋大学教授）：河内郡河内町（現宇都宮市）
- 慶野義雄（政治学者、大阪国際大学教授、平成国際大学教授兼同大学院教授、同名誉教授）：小山市
- 毛塚勝利（法学者、中央大学教授、元日本労働法学会代表理事）：栃木市
- 香坂順一（中国語学者、大阪市立大学教授、北京大学客員教授、大東文化大学東洋文化研究所教授、同学長、同常務理事）
- 後藤尚久（電子工学者、拓殖大学工学部教授、同名誉教授、東京工業大学名誉教授）：宇都宮市
- 小宮山宏（工学者、東京大学総長）：宇都宮市
- 近藤義郎（考古学者、岡山大学教授、同名誉教授）：足利市
- 斎藤昭俊（宗教学・仏教学者、大正大学教授、同学部長、同名誉教授、日本仏教教育学会名誉会長、全国青少年教化協議会事務総長）：栃木市
- 齋藤進六（工学者、元東京工業大学学長、元日本セラミックス協会会長）：宇都宮市
- 斎藤兆史（英文学者、東京大学名誉教授、放送大学客員教授）：宇都宮市
- 斎藤善之（日本史学者、東北学院大学教授）
- 桜井哲夫（社会学者、東京経済大学教授、同名誉教授）：足利市
- 佐藤泉（国文学者、青山学院大学総合研究所部長、教授）：足利市
- 佐藤隆賢（仏教学者、大正大学学長、同名誉教授）：宇都宮市
- 左巻健男（教育学者、京都工芸繊維大学教授、同志社女子大学教授、法政大学教授）：小山市
- 澤村博（体育学者、日本大学教授、同名誉教授）：那須烏山市
- 助川成也（経済学者、国士舘大学教授、泰日工業大学客員教授）：那須郡湯津上村（現大田原市）
- 鈴木崇弘（政治学者、城西大学大学院客員教授、中央大学大学院客員教授）：宇都宮市
- 鈴木典比古（経営学者、国際基督教大学学長）：黒磯町（現那須塩原市）
- 関口春次郎（金属工学者、名古屋大学名誉教授、日本学士院賞受賞、溶接工学の開拓者で溶接学会会長）：大平町（現栃木市）
- 関谷昇（政治学者、千葉大学教授）：今市市（現日光市）
- 高橋三郎（社会学者、京都大学名誉教授、広島国際学院大学教授）
- 滝沢克己（哲学者、キリスト教神学者、九州大学教授、同学部長、ハイデルベルク大学・マインツ大学ほかで客員教授）：宇都宮市
- 田中康雄（医学者、精神科医、臨床心理士、専門は児童精神医学、北海道大学名誉教授）
- 田村律之助（農学者[1]、栃木県の「ビール麦の父」[2]）：西水代村（現栃木市）
- 千葉雅也（哲学者、作家、立命館大学教授）：宇都宮市
- 塚田一博（医学者、富山医科薬科大学教授、富山大学病院長）：栃木市
- 手塚寿郎（経済学者、小樽高等商業学校（現小樽商科大学）教授、東亜同文書院大学教授）
- 手塚富雄（ドイツ文学者、東京大学教授、同学部長、同名誉教授、立教大学教授、共立女子大学教授、文化功労者）：宇都宮市
- 徳井淑子（服装史研究者、お茶の水女子大学名誉教授）：宇都宮市
- 殿岡昭郎（政治学者、東京学芸大学助教授）：足利市
- 富田彬（英文学者、翻訳家、立教大学名誉教授）
- 中嶋英雄（工学者、大阪大学産業科学研究所名誉教授、財団法人若狭湾エネルギー研究センター所長）
- 中野幸次（哲学者、昭和女子大学教授、同名誉教授）
- 中村敏子（政治学者、北海学園大学名誉教授）：宇都宮市
- 中村充（農学者、福井県立大学名誉教授、元水産庁水産工学研究所所長）：宇都宮市
- 中山太郎 (民俗学者)： 足利郡梁田村（現足利市）
- 永島福太郎（歴史学者、関西学院大学名誉教授）：佐野市
- 長沢工（天文学者）：東京都出生
- 永藤武（近代日本文学研究者、青山学院大学教授）
- 楡木満生（臨床心理学者、自治医科大学教授、お茶の水女子大学教授、立正大学教授、同名誉教授）
- 丹羽基二（民俗学者、苗字・家紋研究家、イタリアのオリエンタル大学名誉教授）：佐野市
- 野口祐（経営学者、慶應義塾大学名誉教授、日本大学教授、創価大学教授、日本経営学会理事長、日本学術会議会員、ベルリン自由大学客員教授、パリ大学客員教授）
- 橋本康（農業工学者、愛媛大学名誉教授、日本学術会議会員、デューク大学客員教授、国際自動制御連盟（英語版）（IFAC）理事、日本農業工学会長、日本生物環境調節学会長、日本植物工場学会長、農業情報学会長など）：東京都出生
- 長谷川哲夫（天文学者、国立天文台上席教授）
- 林竹二（教育哲学者、宮城教育大学学長、東北大学名誉教授）：矢板市
- 原田鋼（政治学者、中央大学学長）：大田原市（中国大連出生）
- 原田信男（生活文化史学者、ウィーン大学客員教授、国際日本文化研究センター客員教授、放送大学客員教授、国士舘大学教授）：宇都宮市
- 樋口美雄（経済学者、慶應義塾大学教授、同学部長）：足利市
- 藤田達士（医学者、群馬大学教授、同名誉教授、元群馬大学医学部附属病院長）
- 船田享二（ローマ法学者、教育者として作新学院院長。政治家として衆議院議員、行政管理庁長官、賠償庁長官）：宇都宮市
- 細内信孝（社会学者、コミュニティビジネス総合研究所所長、元埼玉女子短期大学客員教授）：宇都宮市
- 細田満和子（社会学者、星槎大学教授、国際社会学会医療社会学部会長）：鹿沼市
- 堀誠（中国文学者、早稲田大学教授）
- 増山均（社会福祉学者、日本福祉大学教授、早稲田大学教授）：宇都宮市
- 松濤弘道（仏教学者、上野学園大学教授、上野学園図書館長、全日本仏教会国際交流審議会委員委員長）：栃木市
- 松本利松（物理学者、テキサス大学名誉教授、テキサス州オースティン栄誉市民。グレーター・ヒューストン日本人会初代会長）：栃木市
- 松本尚子（法学者、上智大学教授）
- 溝口勝（農学者、東京大学教授）
- 矢口芳生（農業経済学者、福知山公立大学教授）：宇都宮市
- 谷田貝光克（化学者、東京大学名誉教授）：宇都宮市
- 柳町功（経営学者、慶應義塾大学教授）：宇都宮市
- 山口勉功（金属工学者、岩手大学教授、早稲田大学理工学術院教授、東京大学生産技術研究所客員教授）：宇都宮市
- 横島章（教育心理学者、宇都宮大学名誉教授）
- 横堀武夫（工学者、東北大学教授、同名誉教授、東海大学教授、帝京大学教授、同学部長、同名誉教授、文化功労者）
- 吉川武男（会計学者、横浜国立大学名誉教授）
- 吉川真（宇宙物理学者、宇宙航空研究開発機構 (JAXA) ／宇宙科学研究所 (ISAS) 宇宙機応用工学研究系准教授、小惑星探査機はやぶさ2のミッションマネージャー）：栃木市
- 吉田貞夫（医学者、金城大学客員教授）：宇都宮市
- 和気朗（医学者、日本大学教授）：宇都宮市
- 渡邊弘（教育学者、作新学院女子短期大学教授、宇都宮大学教育学部長兼附属小学校校長、作新学院大学客員教授、同教授、同学部長、同学長）

### 画家
- 荒井寛方（日本画家）：さくら市:市内に「荒井寛方記念館」がある
- 安藤勇寿（色鉛筆画家）：佐野市（旧田沼町）
- 石川寒巌（日本画家）：大田原市（旧黒羽町）
- umi.（ドゥードゥルアート作家）：宇都宮市
- 刑部人（洋画家）：栃木市（旧都賀町）
- 岸野香（日本画家）：日光市
- 川島理一郎（洋画家）：足利市
- 久下塚青蘭（洋画家）：久下田町（現真岡市）
- 小杉放庵（洋画家、日本画家、歌人、随筆家）：日光市:市内に「小杉放菴記念日光美術館」がある
- 小林剛（現代美術家）：小山市
- 小堀鞆音（日本画家）：佐野市
- 五月女幸雄（洋画家）フランス在住：宇都宮市
- 清水登之（洋画家、二科賞受賞）：栃木市
- 関谷雲崖（日本画家）：黒羽町（現大田原市）
- 高橋由一（洋画家）：父親が佐野藩士で、佐野藩の江戸藩邸に生まれる
- 田中一村（日本画家）：栃木市
- 福田たね（洋画家）：芳賀郡水橋村（現芳賀町）:芳賀町に「ロマンの碑」がある
- 牧島如鳩（イコン画家）：足利市
- 真瀬宏子（洋画家、野木町長）：烏山町（現那須烏山市）出生、宇都宮市育ち
- 松本哲男（日本画家、東北芸術工科大学学長）：佐野市

### 版画家
- 糸井哲夫：栃木市（長年益子町に在住。益子焼の陶芸家、彫刻家、詩人としても活動）
- 柄澤齊：日光市（画家としても活動）
- 鈴木賢二：栃木市
- 深沢史朗：那珂川町（旧武茂村）（画家としても活動）
- 古川龍生：小山市（旧下都賀郡桑村）
- 丸山浩司：足利市（多摩美術大学教授）

### 書家
- 相田みつを：足利市
- 飯塚雲擧：栃木市
- 柿沼康二：矢板市
- 木村卜堂：足利市
- 日高秩父：栃木市
- 豊道春海：佐久山町（現大田原市）
- 丸山暁鶴：栃木市
- 丸山浩司：足利市
- 涼風花：日光市

### 写真家
- 太田達也 (写真家)
- 野澤亘伸
- 福田俊司：宇都宮市
- 本多正一：宇都宮市

### 彫刻家
- 飯田善国：足利市
- 斎藤誠治：宇都宮市
- 佐藤健次郎：那須塩原市
- 鈴木賢二：栃木市
- 古川潤：益子町
- 古郷秀一：益子町

### 建築家
- 小島光晴：足利市
- 佐藤功一：国分寺町（現下野市）
- 篠崎弘之：宇都宮市
- 田上義也：西那須野村（現那須塩原市）

### 陶芸家
- 阿久津忠男：高根沢町
- 石川雅一：宇都宮市
- 大塚一弘：益子町
- 大塚茂夫：益子町
- 大塚雅淑：益子町
- 加守田太郎：益子町
- 木村一郎：益子町
- 郡司敏夫（足尾焼の陶芸家。俳人でもある ）：足尾町（現日光市）
- 後藤茂夫：那須町
- 佐久間賢司：益子町
- 佐久間藤太郎：益子町
- 佐久間藤也：益子町
- 島岡桂：益子町
- 島岡龍太：益子町
- 瀧田項一：烏山町（現那須烏山市）
- 田村耕一（人間国宝）：佐野市：市内に「人間国宝田村耕一美術館」がある
- 仲田良子：益子町
- 成井清治：益子町
- 成井立歩：益子町
- 成井恒雄：益子町
- 成井俊雄：益子町
- 成井藤夫（実業家でもある）：益子町
- 萩原芳典：益子町
- 濱田篤哉：益子町
- 濱田晋作：益子町（東京都出生）
- 濱田友緒：益子町
- 福島晴雄：益子町
- 三村北土：益子町
- 村澤亨：益子町
- 村田浩：益子町（東京都出生）

#### 益子焼の陶業関係者
- 木村三郎（益子焼の陶工）：益子町
- 小峰一浩（益子焼の製陶業者社長、陶芸インストラクター）：益子町
- 皆川ヒロ（皆川マスの孫。益子焼の絵付師）：益子町
- 皆川マス（益子焼の絵付師）：真岡市（10歳の時に益子町に養女に出された）

### 映画監督、プロデューサー、演出家
- 浅野辰雄（監督、脚本家、プロデューサー）：宇都宮市
- 片嶋一貴（監督、脚本家、プロデューサー）：宇都宮市
- 菊地健雄（監督）：足利市
- 想田和弘（監督、脚本家、演出家、ジャーナリスト）：足利市
- 竹馬靖具（監督、脚本家、俳優）：足利市
- 手塚昌明（監督）：大田原市
- 内藤裕敬（演出家、劇作家、俳優、大阪芸術大学舞台芸術学科教授）
- 直井卓俊（プロデューサー）：高根沢町
- 中村幻児（監督、プロデューサー）：大田原市
- 橋本幸治（プロデューサー、元監督）：足利市
- 福田雄一（監督、脚本家）：小山市
- 益子昌一（監督、脚本家、小説家）：那須烏山市
- 若山治（監督、脚本家）：足利市

### 脚本家、劇作家（監督、演出家を兼ねる人物は除く）
- 阿相クミコ（脚本家）
- 岩瀬顕子（俳優・脚本家）
- 江連卓（脚本家）：大田原市
- 大島里美（脚本家）：日光市
- 笠原良三（脚本家、小説家）：足利市
- 鈴木智（脚本家）：宇都宮市
- 八津弘幸（漫画原作者、脚本家）：藤岡町（現・栃木市）
- 山本有三（小説家、劇作家、政治家。文化勲章受章者）：栃木市
- 山脇唯（俳優、映像作家、脚本家）：宇都宮市

### 料理家、料理研究家
- 大原照子（料理研究家）：宇都宮市
- 音羽和紀（料理家）：宇都宮市
- 島本美由紀（料理研究家）：小山市
- 冬木れい（料理研究家）：栃木市（旧藤岡町）
- 森山嘉久（出張料理人、調理コンサルタント）：小山市

### デザイナー
- 坂本廣樹（グラフィックデザイナー）：宇都宮市
- 惣田紗希（グラフィックデザイナー）：足利市

### 作家・ジャーナリスト・評論家
- 赤木智弘（フリーライター）：佐野市
- 磯みゆき（絵本・童話作家）
- 井上安正（ジャーナリスト、報知新聞社顧問）：矢板市
- AKI猪瀬（スポーツライター、野球評論家）：宇都宮市
- 宇佐美徹也（スポーツライター）：佐野市
- 嬉野秋彦（小説家）
- 江口渙（小説家）：烏山町（東京麹町出生）
- 生出寿（小説家・作家、実業家。大日本帝国海軍軍人）：宇都宮市
- 大貫康雄（ジャーナリスト、元NHKヨーロッパ総局長、自由報道協会代表理事）：日光市
- 落合恵子（作家、元文化放送アナウンサー）：宇都宮市（東京都中野区育ち）
- 笠原良三（脚本家、小説家）：足利市
- 門井慶喜（小説家、直木賞受賞）：宇都宮市（群馬県桐生市出生）
- 岸上克己（ジャーナリスト、労働運動家）：宇都宮市
- 岸田法眼（フリーライター、評論家）
- くしまちみなと（小説家、ライトノベル作家、ゲームシナリオライター、ゲームクリエイター）：栃木市
- 久保貞次郎（美術評論家、元跡見学園短大学学長、町田市立国際版画美術館館長）：足利市
- 郡司信夫（ボクシング評論家）
- 小島一志（作家、編集者）
- 坂本満津夫（文芸評論家）
- 渋井哲也（ライター、ジャーナリスト、ノンフィクション作家）：那須郡
- 下重暁子（作家、評論家、エッセイスト。元NHKアナウンサー、JKA初代会長）：宇都宮市
- 首藤瓜於（推理作家）：宇都宮市
- 菅谷北斗星（将棋観戦記者）：栃木市
- 須永朝彦（歌人、小説家、評論家）：足利市
- 関口尚（小説家）：栃木市（旧岩舟町）
- 高柳芳夫（小説家、元外交官。桐朋学園大学教授）：宇都宮市
- 立松和平（小説家、日本ペンクラブ会員）：宇都宮市
- 千葉省三（童話作家、雑誌『童話』編集者）：河内郡篠井村（現宇都宮市）出生、鹿沼市育ち
- 津久井五月（SF作家）：那須町
- ツクイヨシヒサ（マンガ評論家、ライター、編集者）：足利市
- 中村彰彦（小説・歴史小説・時代小説家、直木賞受賞）：栃木市
- 梨屋アリエ（児童文学作家、ヤングアダルト作家、法政大学非常勤講師）：小山市
- 半田滋（防衛ジャーナリスト）：宇都宮市
- 藤水名子（小説・歴史小説・時代小説家、日本推理作家協会会員）：宇都宮市
- 藤石波矢（小説家）：鹿沼市
- 北條聡（サッカーライター、評論家、解説者）：宇都宮市
- 松本富生（小説家）：韓国・慶尚南道泗川市出生、宇都宮市育ち
- 見川鯛山（作家、医師）：佐野市
- 村上一郎（文芸評論家、歌人、小説家）：東京都出生、宇都宮市育ち
- 森詠（小説家、ジャーナリスト）：東京都出生、那須塩原市出身
- 柳田邦男（ノンフィクション作家、評論家）：鹿沼市
- 山手樹一郎（小説家）：那須塩原市（旧黒磯市）
- 山本有三（小説家、劇作家、政治家、日本芸術院会員、文化勲章受章者）：栃木市
- 渡辺雄二（科学ジャーナリスト）：宇都宮市

### 漫画家
- 相田裕[3]
- 青木たかお：矢板市
- 亜桜まる
- 新井理恵：宇都宮市
- 石川賢 (漫画家)：那須烏山市（旧烏山町）
- 板倉雄一：下野市
- 一葵さやか：日光市
- 井上和郎：佐野市
- 猪熊しのぶ
- 大島弓子：大田原市
- 小野寺浩二：宇都宮市
- カヅホ
- 金子節子：茂木町
- キューライス：宇都宮市
- 木下としお
- 宮条カルナ
- クジラックス
- 熊倉隆敏：栃木市（旧大平町）
- 雲田はるこ：栃木市
- 倉科遼
- 倉藤倖
- 黒乃奈々絵：宇都宮市
- 仔鹿リナ：宇都宮市
- 朔ユキ蔵
- 佐倉おりこ
- 栄羽弥
- 笹木竹丸
- ジョージ秋山：足利市
- 高口里純：鹿沼市
- 藤栄道彦：宇都宮市
- 苫谷奈央
- 野部利雄：宇都宮市
- 橋本孤蔵
- はぬまあん
- 柊あおい：壬生町（埼玉県ふじみの市出生）
- 檜山大輔（銀八）
- 福地翼：日光市
- 藤森ナッツ
- 真島悦也：高根沢町
- 山崎紗也夏：那珂川町
- 山本ルンルン：宇都宮市
- 湯沢敏仁：宇都宮市
- 横山知生
- 吉川雅之
- わんぱく (漫画家) ：宇都宮市

### アニメーション制作関係者
- 植竹須美男（アニメーション脚本家）
- 大貫健一（アニメーター、キャラクターデザイナー）：鹿沼市
- 大橋学（アニメーター、キャラクターデザイナー）
- 櫻井圭記（アニメーション脚本家、プロデューサー）
- 城山昇（アニメーション脚本家）：宇都宮市
- 高松信司（アニメーション演出家、監督、脚本家、音響監督）：宇都宮市
- 福田己津央（アニメーション監督、脚本家、演出家）

### 俳人・詩人・歌人
- 相田みつを（詩人、書家）：足利市
- 青山みゆき (詩人) ：足利市
- 泉漾太郎（詩人、作家）：那須塩原市（旧塩原町）
- 植竹喜四郎（歌人）：大田原市
- 浦野敬（歌人）：佐野市
- 栗林千津（俳人）：河内郡
- 河野愛子（歌人）：宇都宮市
- 柴田トヨ（詩人）：栃木市
- 須永朝彦（歌人、小説家、評論家）：足利市
- 田波御白（歌人）：小山市
- 谷邦夫（歌人）：大田原市
- 半田良平（歌人）：鹿沼市
- 星善博（詩人）：日光市（旧今市市）
- 丸山芳良（歌人）：足利市
- 吉川金次（俳人）：さくら市

### 作詞家・作曲家
- 荒井英一（作曲家）：矢板市
- ウチダトモヒロ（作曲家、作家）：宇都宮市
- 売野雅勇（作詞家）：足利市
- 大嶋啓之（作曲家）：宇都宮市
- 神山清志（作詞家）：日光市（旧足尾町）
- 木下龍太郎（作詞家）：塩谷町
- 倉本裕基（作曲家、ピアニスト）：埼玉県浦和市（現さいたま市）出生、宇都宮育ち
- 菅野祐悟（作曲家）：高根沢町（埼玉県川越市出生）
- 中野雄太（作曲家、編曲家、作詞家）：小山市
- 船村徹（作曲家、歌手。名誉県民、文化勲章受章者）：塩谷町
- 山本光男（作曲家、編曲家、音楽プロデューサー）：宇都宮市
- 渡辺なつみ（作詞家）：宇都宮市
- OSTER project（ボカロP）
- syudou  (ボカロP) ：山梨県出生
- yamazo（ソングライター、編曲家、ギタリスト）：足利市

### 声楽家
- 大貫裕子（ソプラノ）：鹿沼市
- 森谷真理（ソプラノ）：小山市

### 楽器奏者、指揮者
- 岩原篤男（吹奏楽指揮者、高校教諭）：宇都宮市
- 生沼晴嗣（ヴィオラ奏者）：南河内町（現下野市）
- 大井剛史（指揮者）：宇都宮市
- 狩野嘉宏（横笛演奏家）：宇都宮市
- 左近径介（リュート奏者）：宇都宮市
- ソンコ・マージュ（ギター奏者、フォルクローレ奏者）：栃木市
- 宮田大（チェロ奏者）：香川県高松市出生、宇都宮市育ち
- 山本楓（オーボエ奏者）：高根沢町

### アナウンサー
- 相川紗登士（フリー）：足利市
- 青木美枝（フジテレビジョン、現在は経理局財務部に異動）
- 阿久津隆一（元栃木放送、定年後も同局の番組に出演）
- 荒井美由起（元東北放送）：宇都宮市
- 安藤久美子（フリー（ジョイスタッフ→株式会社SMAG 所属））、ファイナンシャルプランナー、元岡山放送）：鹿沼市
- 飯島誠（とちぎテレビ）：小山市
- 和泉義治（ラジオ福島→山梨放送）：野木町
- 礒野佑子（日本放送協会）：宇都宮市
- 磯辺建臣（元栃木放送→元東京12チャンネル・テレビ東京→元テレビ大阪）：栃木市（旧大平町）
- 稲葉陽子（テレビ信州）：宇都宮市
- 上野比呂企（商社→青森放送→東日本放送）：真岡市
- 大沢幸広（日本放送協会）：野木町（埼玉県吉川市出生）
- 大出岳史（日本放送協会）
- 落合恵子（元文化放送、現作家）：宇都宮市（東京都中野区育ち）
- 皆藤愛子（フリー（セント・フォース所属））：真岡市出生（千葉県四街道市出身）
- 釜井美由紀（フリー（TBSスパークル所属）元テレビユー福島）：宇都宮市
- 菊地志乃（フリー、元ラジオ沖縄）：宇都宮市
- 菊池優（フリー（みらいくーると業務提携）、元西日本放送→元テレビ愛知）：栃木市（旧大平町）
- 小林惇希（フリー（フットメディア所属）、元信越放送）：佐野市
- 近藤亨（毎日放送）：野木町
- 斉藤一也（テレビ東京）：宇都宮市
- 斉藤誠征（東海テレビ放送）
- 佐野由希子（フリー（シー・フォルダ所属）、元富山テレビ放送）：佐野市
- 篠田和之（フリー（とちぎテレビの番組に出演）、元山陽放送）：宇都宮市
- 島田大（朝日放送）：宇都宮市
- 白沢みき（フリー）：小山市
- 瀬戸山知花（フリー（ジョイスタッフ所属））：小山市
- 染谷恵二（フリー（アナウンスプロダクション染谷代表取締役）、元アール・エフ・ラジオ日本）：宇都宮市
- 高村麻代（フリー、元日本放送協会）：栃木市（旧都賀町）
- 田中里実（元茨城放送）：さくら市
- 棚橋麻衣（ホリプロアナウンサーズプロモーション所属）
- 常世晶子（フリー（株式会社トゥインクル・コーポレーション所属）、元岩手めんこいテレビ）：宇都宮市
- 中村宏（日本放送協会）
- 沼尾ひろ子（フリー、元テレビ岩手）：宇都宮市
- 橋本和芳（北陸朝日放送）：真岡市
- 橋本奈都江（フリー（圭三プロダクション所属）、元静岡放送）：宇都宮市
- 羽塚由（日本放送協会、元富山放送局長）：日光市
- 原つとむ（フリー）：足利市
- ひろたみゆ紀（ニッポン放送）：鹿沼市
- 福嶋真理子（フリー、元栃木放送、気象予報士、防災士、NHK宇都宮放送局とちぎ630の気象キャスター）：宇都宮市
- 福地妃菜美（北海道テレビ放送）
- 藤本ケイ（フリー（ボイスワークス所属）、岩瀬顕子の名で俳優・脚本家でもある）：宇都宮市
- 古沢知子（テレビ新広島）：鹿沼市
- 益子なお美（フリー、元福島放送→テレビ新潟）：大田原市
- 山口あや（フリー）：宇都宮市
- 依田英将（北海道テレビ放送）：野木町（長野県出生）
- 若田部克彦（関西テレビ放送）：宇都宮市
- 若林芽育（フリー（とちぎテレビの番組に出演）、元鹿児島放送→フリー（一時期オーケープロダクションに所属した））：鹿沼市
- 渡辺一宏（北日本放送→フリー）：宇都宮市
- 渡辺英紀（日本放送協会（在籍中に死去））：栃木市
- 渡辺裕介（エフエム鹿児島→エフエム栃木）：日光市（旧今市市）

### その他の文化人

#### 芸術家
- 五十嵐豊（芸術家、郷土民芸作家）：那須郡那須村（現那須町）
- 勝城蒼鳳（竹工芸家、人間国宝）： 那須郡高林村（現那須塩原市）
- 銀八（イラストレーター、漫画家）
- 草田草太（イラストレーター）
- 篠原直人（戦史研究家、文筆家、イラストレーター、デザイナー）：宇都宮市
- 鈴木昌道（造園家、書家、ランドスケープアーキテクト、墨象家）
- 田代ほけきょ（イラストレーター、デザイナー、漫画家、ライトノベル作家、絵コンテ作家）：宇都宮市
- 野口久光（映画・ジャズ・ミュージカル評論家、画家、グラフィックデザイナー）：宇都宮市
- 藤沼昇（竹工芸家、人間国宝）：大田原市
- 北條高史（折り紙作家）：高根沢町
- 吉澤章（折り紙作家）：上三川町

#### その他
- 有川周一（放送作家）：小山市
- 井上広法（浄土宗の僧侶）：宇都宮市
- 海老原美代子（気象予報士、防災士）：上三川町
- 襟川陽一（ゲームクリエイター）：足利市
- 大久保登志正（教育者、宇都宮ビジネス電子専門学校創設）
- 大関和（近代看護学の教育を受けた日本初の看護師、帝国大学医科大学附属第一医院外科看護婦取締役（看護婦長）、新潟県高田女子高等学校（現上越高等学校）伝道師及び看護婦、東京看護婦会会頭、日本キリスト教婦人矯風会理事。1886年（明治19年）桜井女学校付属看護婦養成所に1期生として入学した同期に鈴木雅がいる ）：那須郡黒羽町（現大田原市）
- 尾下正伸（格闘＆総合フィットネスジム「尾下塾」会長）：宇都宮市
- 川俣英夫（医師、教育者、政治家）：下野国烏山藩（現那須烏山市）
- 菊池元男（ラジオパーソナリティ）：宇都宮市
- 黒川伊保子（実業家、エッセイスト）：栃木市（長野県出生）
- 小菅健吉（教育者）：さくら市
- 小堀保三郎（実業家、自動車技術者。エアバックの開発者）：上三川町（旧河内郡明治村）
- 酒村ゆっけ、（YouTuber、エッセイスト）：宇都宮市
- 嶋均三（栃木県方言作家）：大田原市
- 島桂次（日本放送協会元会長・元記者）：日光市（旧足尾町）
- 清水香織（プロ雀士）：那須塩原市
- 杉本光作（昭和期の登山家）
- 関屋五十二（童話作家、放送作家）：足利郡御厨町（現足利市）
- 高瀬真尚（放送作家）：宇都宮市
- 瀧田貞治（国文学者、第六高等学校（現岡山大学）教授、台北帝国大学助教授。井原西鶴研究の第一人者であり、森鴎外、夏目漱石等の研究者）：那須郡佐久山町（現大田原市）
- 田中雅博（医師、僧侶(西明寺住職)、 境内に入院病床を備え緩和ケアも行う普門院診療所や介護施設を建てた）：益子町
- 仁井田一郎（農業技術研究家。イチゴ栽培技術を確立し、栃木県を日本一のイチゴ生産地に発展させた功労者）：足利郡御厨町（現足利市）
- 長谷部浩平（将棋棋士）：小山市
- 羽石杏奈（旅行家、モデル）：市貝町
- 日高徹（プログラム技術者、雑誌ライター）：宇都宮市
- 細田哲也（放送作家）：足利市
- 真島茂樹（ダンサー、振付師）：宇都宮市
- 丸山瓦全（考古学者、郷土史家。佐野市の竜江院に置かれていた貨狄尊者(エラスムス立像)を発見。この木像は、国指定の重要文化財になっている）：足利市
- ムッシュ・ピエール（プロマジシャン）：足利市
- 村上英俊（幕末から明治時代の洋学者、フランス学者。晩年には松翁と称した。 日本人で最初にフランス語を習得したことで知られ、「仏学始祖」といわれる）：下野国那須郡佐久山（現大田原市）
- モンブラン（プロマジシャン）：那須塩原市（旧西那須野町）
- 養老瀧之丞（和妻師、プロマジシャン）：足利市

## 芸能人
五十音順。

### ポピュラー音楽
- 秋山黄色：宇都宮市
- 安納なお：壬生町
- 池田聡：那須烏山市（旧烏山町）
- 石川進：足利市
- いとうかなこ：宇都宮市
- 歌心りえ（別名八塚りえ、Rie。元Letit goのメンバー）：那須塩原市（旧 西那須野町）
- 宇都美清：宇都宮市
- かしぶち哲郎（ムーンライダーズ）：宇都宮市[4][5]
- 桂木圭子：栃木市
- カヒミ・カリィ：宇都宮市
- 河口恭吾：佐野市
- 川崎鷹也：那須塩原市
- 北村悠（FLAME）：小山市
- 北山真：宇都宮市（北海道出生）
- 斉藤和義：壬生町
- 﨑山龍男（スピッツ）：佐野市
- サトウヒロコ：壬生町
- 柴野真理子（LOOP CHILD）：那須烏山市（旧南那須町）
- 篠原宣義（別名 棟方涼）：宇都宮市
- 清水孝宏：大田原市（旧黒羽町）
- 白根一男：栃木市
- 鈴木杏奈：野木町
- すわじゅんこ：大田原市
- せきぐちゆき：宇都宮市
- タイロン橋本：矢板市
- 谷口宗一：大田原市
- DOTAMA（ヒップホップMC、FINAL FRASH）：佐野市
- 中川みどり：宇都宮市
- 七瀬ミチル（BL.WALTZ、Number the.）
- 野澤享司：宇都宮市
- 野沢秀行（サザンオールスターズ）：東京都出生、栃木県育ち
- 野中さおり：宇都宮市
- 八反安未果：宇都宮市（埼玉県所沢市出生）
- 浜崎貴司（FLYING KIDS）：宇都宮市（旧河内町）
- 原みどり：宇都宮市
- Pearl：益子町
- hitomi：栃木県出生（神奈川県川崎市出身）
- hiroko（mihimaru GT）：宇都宮市（兵庫県芦屋市出生）
- 星井七瀬：宇都宮市
- ポプラ（旧芸名 福田ポプラ）
- 堀優衣：足利市
- 三門順子：佐野市
- 森昌子：宇都宮市
- 森山愛子：宇都宮市
- やまはき玲：宇都宮市（大阪府出生）
- 結月そら：佐野市
- より子：宇都宮市出生（東京都大田区育ち）
- るぅと（すとぷり）

### バンド
- i-nos
  - 綾（i-nosのボーカル）：益子町
- THE NOVEMBERS
  - 小林祐介（THE NOVEMBERSのボーカル・ギター）：さくら市
  - 高松浩史（THE NOVEMBERSのベース）：宇都宮市
- サンボマスター
  - 近藤洋一（サンボマスター）：下野市
- C&K
  - CLIEVY（C&Kのボーカル）：小山市
- CiON
  - 石橋佳子（KAKO) （CiON）：日光市
  - 杏実（AMI) （CiON）
- SHAKALABBITS
  - MAH（SHAKALABBITSのドラムス）
  - TAKE-C（SHAKALABBITSのギター）
- ストレンジドラマ
  - 宇塚博之（ストレンジドラマのギター）
  - 鈴木“choku”直也（ストレンジドラマのベース）
- スペクトラム
  - 兼崎順一（元スペクトラム）：矢板市
- ダ・カーポ
  - 榊原広子（ダ・カーポ）：佐野市（観光大使）。栃木県歌「県民の歌」も歌っている。
- DA PUMP
  - DAICHI（DA PUMPのダンサー）
- T-BOLAN
  - 上野博文（T-BOLAN、BACK IN BLACKのベース）
- Draft King
  - erica（Draft Kingのボーカル）：日光市
- NAiL
  - こず（NAiL）：壬生町
  - りか（NAiL）：宇都宮市
- BAKU
  - 車谷浩司（BAKUのギター）：宇都宮市
  - 谷口宗一（BAKUのボーカル）：大田原市
  - 加藤英幸（BAKUのドラムス）
  - 阿部浩之（BAKUの旧メンバー）
- 花少年バディーズ
  - 琢磨（花少年バディーズのギター）：宇都宮市
  - ツブク“Mashoe”マサトシ（花少年バディーズ、The Benjaminのベース、ボーカル）：佐野市（旧田沼町）
  - 貘-baku-（花少年バディーズ、VERY BERRY、SCUMのボーカル）：宇都宮市
- FRONTIER BACKYARD
  - TGMX aka SYUTA-LOW TAGAMI（FRONTIER BACKYARDのボーカル、シンセサイザー、ベース、プログラミング担当）
- VERY BERRY
  - ナオ-nao-（VERY BERRYのギター）
  - トモカツ-tomokatsu-（VERY BERRYのベース）
  - 豪-tsuyoshi-（VERY BERRYのドラムス）
- MAGIC OF LiFE
  - 高津戸信幸（MAGIC OF LiFEのボーカル・ギター）：宇都宮市
  - 山下拓実（MAGIC OF LiFEのギター・コーラス）：宇都宮市
  - 渡辺雄司（MAGIC OF LiFEのベース・コーラス）：宇都宮市
  - 岡田翔太朗（MAGIC OF LiFEのドラムス・コーラス）：宇都宮市
  - 山田真光（MAGIC OF LiFEの旧メンバー）：宇都宮市
  - 野瀧真一（MAGIC OF LiFEの旧メンバー）：宇都宮市
- Lucie, Too
  - Chisa（Lucie, Tooのボーカル・ギター）：宇都宮市
  - ヒカリ（Lucie, Tooのベース）
  - かなこ（Lucie, Tooの旧メンバー）：宇都宮市
  - シバハラナホ（Lucie, Tooの旧メンバー）：宇都宮市
- Letit go
  - 八塚順子（Letit goのキーボード）：那須塩原市
  - 八塚りえ（Letit goのボーカル）：那須塩原市
- ONE LOVE ONE HEART
  - 飯塚瑠乃（ONE LOVE ONE HEART）

### その他のミュージシャン
- 板橋文夫（ジャズピアニスト）：足利市
- 菊田俊介（ギタリスト、歌手、作曲家、音楽ライター）：宇都宮市
- 須永辰緒（DJ、音楽プロデューサー）：佐野市
- 田沢智（音楽家、ナレーター、声優）
- 中村達也（ジャズドラマー、パーカッショ二スト）：大田原市
- 渡辺貞夫（ジャズサクソフォーン奏者、ジャズミュージシャン、作曲家、バンドマスター）：宇都宮市（名誉県民[6]）

### 俳優
- 紅葉美緒
- 阿久圭介
- 阿久津愼太郎
- 阿久津仁愛
- 安達香代子
- 葵花幹子：宇都宮市
- 荒井晶子
- 有沢正子：足利市（東京市渋谷区出生）
- 砂岡春奈：栃木市
- 石川恋：栃木市
- 石黒英雄：小山市
- 石崎真理：宇都宮市
- 石波義人
- 石原直哉
- 磯秀明
- 和泉詩：宇都宮市
- 伊藤克信：日光市
- 岩瀬顕子（旧芸名岩瀬晶子、脚本家でもあり、藤本ケイの名でフリーアナウンサーでもある）：宇都宮市
- 上野亮
- 大島崚：宇都宮市
- 大島優子：壬生町
- 大橋弘枝：小山市（佐賀県出生）
- 大山貴世
- 岡野真也：宇都宮市
- 小川奈那
- 尾関陸
- 小田茜：真岡市（旧芳賀郡二宮町）
- 小高サラ（元超ときめき♡宣伝部のメンバー）
- 落合孝裕
- 小野川晶
- 柿沼慶典：鹿沼市
- 神山典杏：日光市
- 河合瑠果：宇都宮市（広島県出生）
- 川島鈴遥
- 川連廣明
- 北村悠：小山市
- 吉柳咲良
- 銀粉蝶：塩谷郡
- 熊谷知花：下野市
- 栗原英雄：壬生町
- 剣持直明：宇都宮市
- 小池里奈：小山市
- 小林千佳
- 小宮有紗（兼声優）：下野市
- 五味国太郎：那須烏山市（烏山町）
- 近内仁子
- 近藤きらら：小山市
- 齋藤里菜
- 斉藤レイ
- 酒井若菜：野木町
- 佐藤貴史 (俳優)：大田原市
- 塩谷恵子
- 柴小聖：小山市
- 柴崎真人
- 柴田明良
- 関敬六：足利市
- 芹澤みづき
- 竹石悟朗：宇都宮市
- 田口智也
- 田代忠雄
- 津村和幸
- 手塚秀彰
- 手塚学
- 藤榮史哉
- 春川ますみ：宇都宮市
- 廣澤恵
- 内藤裕敬
- 中川真吾：栃木市（旧大平町）
- 中田クルミ：佐野市
- 中谷真希枝：足利市
- 生井健夫：日光市
- 西田隆維（元陸上長距離選手）：足利市
- 沼尾みゆき：宇都宮市
- 野中万寿夫：高根沢町
- 野村麻衣：小山市
- 蜂須賀昭二
- 蜂須賀祐一
- 晴華みどり：西方町
- 平山あや：那須塩原市（旧黒磯市）
- 廣澤恵
- 蓬萊照子
- 星井七瀬
- 堀田怜央
- 増子倭文江：宇都宮市
- 松平純子：塩谷町
- 三浦敦子（旧芸名村上敦子・村上あつ子）
- 三村幸司
- 味野和明日架
- 村上新悟：小山市
- 室井響
- 柳橋朋典
- 山口智子：栃木市
- 山本南伊（旧芸名南伊）：宇都宮市
- 山脇唯：宇都宮市
- 湯川尚樹：宇都宮市（イギリス・ロンドン出生）
- 横山真史：益子町
- 義達祐未：栃木市（旧大平町）
- 渡辺徹 (俳優)：小山市出生（茨城県古河市出身）

### アイドル
- 小明（旧芸名青木小明）：栃木県出生、千葉県育ち
- 有村亜加里（元JUICY (イメージガール)）
- 岩崎大升（美 少年）：宇都宮市出生、神奈川県横浜市出身
- 釆澤彩香（WiLLのリーダー）
- 宇野愛海（元私立恵比寿中学）
- AKB48元メンバー
  - 大島優子（元Not yet）：壬生町（神奈川県横浜市出生）
  - 齋藤陽菜：高根沢町
  - 佐伯美香：下野市
  - 本田仁美（元IZ*ONE、現SAY MY NAMEのメンバー）：高根沢町
- 小川優（ジャニーズJr.）
- 小川麗奈（元こぶしファクトリー）
- 小高サラ（元超ときめき♡宣伝部）
- 落合希来里（≠ME）
- 楓フウカ（クマリデパート）
- 賀喜遥香（乃木坂46）：宇都宮市（大阪府羽曳野市出生）
- 北村悠（元FLAMEメンバー）：小山市
- 草野日菜子（Tomato n' Pine）
- 栗原舞優（虹のコンキスタドール）
- けちょん（ゆるめるモ!）
- 齋藤樹愛羅（=LOVE）：宇都宮市
- 桜羽るか（元平成琴姫）
- 七五三掛龍也（Travis Japan）：茨城県古河市出生、野木町育ち
- 鈴木えりか（元PPP! PiXiON、第4回制服アワードグランプリ）
- 高瀬くるみ（BEYOOOOONDS）：宇都宮市
- 八月ちゃん（元おやすみホログラム）
- 深澤日彩（Lucky²）
- 福士奈央（SKE48）：佐野市
- 福田歩汰（DXTEEN）：宇都宮市
- 本條佳花（littlemore.）
- 本田珠由紀（≠ME）
- 愛白かなた（AOAO）
- 水映（元ukka）
- 宮内凛（まねきケチャ）
- 籾山ひめり（高嶺のなでしこ、元ラストアイドル・someday somewhere、元Spindle）
- 森戸知沙希（元モーニング娘、元カントリー・ガールズ）：足利市
- 山中柔太朗（M!LK）：足利市
- 渡辺亜紗美（元Cheeky Parade）

#### グラビアアイドル
- 一ノ瀬文香
- 小池里奈：小山市
- 小出真衣
- 桜田なな
- 瀬尾秋子：那須烏山市
- 高久由莉香
- 高梨瑞樹
- 蓼沼優衣
- 伊達あい
- 町田有沙
- 矢野目美有：宇都宮市
- 和地つかさ

#### ご当地アイドルグループ
- とちおとめ25
- 渡良瀬橋43

### モデル
- 秋元弓枝
- 朝陽りさ
- あらた唯（旧芸名：小林唯叶、新唯）
- 有村実樹（『AneCan』専属モデル、女優、歌手）：宇都宮市
- 石川恋 ：栃木市
- 石崎真理：宇都宮市
- 岩瀬唯奈：宇都宮市
- 大出千尋
- 小川奈那
- 久保田杏奈：足利市
- 佐藤幸子
- 佐藤美希（『non-no』専属モデル）：宇都宮市
- 里海 (モデル)：東京都出生
- 武田静加（『Happie nuts』専属モデル）：小山市
- 蓼沼楓
- 富沢武士（2021 Mr SAKEグランプリ）：さくら市
- 中田みのり：佐野市
- 長山真由美
- 伴沙織
- 廣野理恵
- 新部宏美（『Ray』専属読者モデル）
- 美月ちか
- 南真琴
- 渡辺順子 (モデル)：宇都宮市

### タレント
- 朝陽りさ
- 彩羽真矢（元宝塚歌劇団）：埼玉県富士見市出生、宇都宮市育ち
- 磯美沙紀
- 井上咲楽：益子町
- 菊池柚花：宇都宮市
- 小池祥絵：日光市
- 阪本颯希（光希の双子の弟）
- 阪本光希（颯希の双子の兄）
- 白田信幸（元フードファイター）：宇都宮市（真岡市出生）
- 神ちはる：日光市
- 篠崎まゆ
- 鈴木史華
- 芹澤みづき
- 高松美里
- 手島優：足利市
- 橋本甜歌（別名てんちむ）：足利市（中華人民共和国北京出生）
- 平山あや：那須塩原市（旧黒磯市）
- ほしの智世
- 本田恭子 (タレント)：小山市（東京都出生）
- 安田芽衣子
- 八幡えつこ
- Yumix （風間由美）：佐野市

### 伝統芸能
- 青山理（浪曲師）：足利市
- 神田愛山(2代目)（講談師、真打）：佐野市
- 神田昌味（講談師、真打）：宇都宮市
- 三遊亭歌橘(3代目)（栃木県初の落語家、真打）：足利市
- 春風亭朝枝（落語家）：真岡市
- 前田勝之助（浪曲師、東京演芸協会の4代目会長）

### お笑い芸人
- 浅川琴音（大吟醸）：佐野市
- あらしゅん（トップガン）
- たいち（トップガン）
- 井上マー：宇都宮市（旧河内町）
- 上原チョー：真岡市
- 大島美幸（森三中）：大田原市（旧黒羽町）
- 大貫さん（タカダ・コーポレーション→夫婦のじかん）イラストレーターでもある：鹿沼市
- 柏崎桃子：真岡市
- カトショー：壬生町
- がんばれゆうすけ：野木町
- きーぽん（旧芸名DJ きーぽん）：鹿沼市（旧上都賀郡粟野町）
- ギュウゾウ（電撃ネットワーク）：塩谷町
- ザ・たっち（兄たくや、弟かずや）：下野市（旧石橋町）
- じんのすけ（イジョリーズ→だいまじん）：大田原市（旧黒羽町）
- スギタヒロシ（旧芸名ジャイアント小馬場）：小山市（秋田県出生）
- 鈴木ジェロニモ：さくら市（旧氏家町）
- 瀬尾和寿（カズ&アイ）：大田原市（旧黒羽町）
- 高野哲郎（キャプテンバイソン）：大田原市
- たべい（ワンクッション）：佐野市
- 玉川良一：宇都宮市（群馬県前橋市出生）
- 土岡哲朗（春とヒコーキ）：宇都宮市
- つぶやきシロー：野木町（茨城県古河市出生）
- 手塚ジャスティス（ポメラン）：宇都宮市
- 東京ぼん太：宇都宮市
- とっこねぇ：那須塩原市
- 永井塁（アビリティモンキー→ベントナー→シモツケ）：下野市（旧石橋町）
- ニックス（姉エミ、妹トモ）：宇都宮市
- 新山ひでや（新山えつや・ひでや →新山ひでや・やすこ）：足利市
- 野澤輸出（元ダイヤモンド）：高根沢町
- 萩原正人（キリングセンス）
- 福田純一（カントリーズ）：鹿沼市
- 福田薫（U字工事）：那須塩原市（旧西那須野町）
- 益子卓郎（U字工事）：大田原市（旧黒羽町）
- フランキー為谷：足利市
- ベリー大坪（ベリーズ）：宇都宮市
- 松田美帆子（キャラメルクラッチ）：佐野市
- みさわ大福：栃木市（旧岩舟町）
- 室田稔（ガッポリ建設）
- 渡辺江里子（阿佐ヶ谷姉妹）：宇都宮市（東京都出生）
- 渡辺敬介（ぼれろ→エイリアンGOGO→ピーターパンZ）

### 宝塚歌劇団
- 彩羽真矢（元宙組男役）退団後は、 タレント・アイドル・女優・YouTuber。 ：埼玉県富士見市出生、宇都宮市育ち
- 天瀬はつひ（元宙組娘役）：佐野市
- 潮あかり（元花組娘役）：東京都（小・中学校時代を宇都宮市で過ごす）
- 晴華みどり（元雪組娘役）：上都賀郡
- 麗奈ゆう（元月組男役）：足利市

### OSK日本歌劇団
- 桐生麻耶：真岡市

### 声優
- 秋山絵理：宇都宮市[7]
- 阿久津加菜：小山市
- 阿部敦：足利市[8]
- 荒井瑠里
- 飯田浩志：栃木市（旧大平町)
- 石川進：足利市
- 石川正明：那須烏山市
- 猪瀬明子
- 入江健夫
- 岩渕友紀
- 桜祐：栃木市（旧大平町）
- 川田紳司
- 喜田あゆ美
- 京井幸
- 後藤光祐
- 小橋里美
- 小林元子：下野市
- 小宮有紗：下野市
- 小村将
- 斉藤次郎
- 佐藤巧 (声優)
- 菅俊哉
- 関俊彦：真岡市（宮城県仙台市出生）
- 鷹嘴翼
- 高橋和枝：大田原市
- 田崎由美子
- 橘りょう（旧芸名大島崚）：宇都宮市
- 茅原実里：宇都宮市
- 對馬芳哲
- 綱川博之
- 手塚秀彰
- 天神有海
- 長谷川育美
- 花岩香奈
- 深津智義
- 古川登志夫：栃木市（旧大平町)
- 蓬莱照子
- 星野貴紀：真岡市
- 星野佑典
- 三重野帆貴
- 緑川光：大田原市
- 水沢史絵：宇都宮市[9]
- 峯香織
- 山崎健太郎
- 森千晃
- 米丸歩
- 若泉絵子：（京都府出生）
- 和久井優

### バレエダンサー
- 田極翼
- 橘秋子（牧阿佐美の母）：宇都宮市
- 牧幹夫（牧阿佐美の父）：宇都宮市

## スポーツ選手

### 大相撲

#### 現役力士 （最高位十両以上）
- 生田目竜也（十両）：さくら市（大田原市出生）
- 若ノ勝栄道（十両）：宇都宮市
- 三田大生（十両）：大田原市

#### 引退力士 （十両以上で江戸時代の力士を含む）
- 明石志賀之助（初代横綱）：宇都宮市（旧下野国宇都宮）
- 綾川五郎次（2代横綱）：栃木市（旧下野国栃木）
- 栃木山守也（27代横綱）：栃木市藤岡町（旧赤麻村）
- 二荒山瀧右エ門（68代大関）※看板大関
- 小野ヶ滝定右エ門（92代大関）※看板大関 ：日光市（旧下野国都賀郡）
- 玉ノ富士茂（関脇）：那珂川町（旧那須郡小川町）
- 北勝力英樹（関脇）：大田原市（旧黒羽町）
- 東関庄助（関脇）：足利市（旧下野国安蘇郡）
- 北勝力英樹（関脇）：大田原市（旧黒羽町）（東京都大田区出生）
- 若湊義正（小結）：栃木市
- 玉ノ井福司（前頭）：大田原市（旧下野国那須郡）
- 阿久津川高一郎（前頭）：宇都宮市
- 當り矢信太郎（前頭）1906年5月場所から春日山信太郎に改名：佐野市（旧下野国安蘇郡）
- 岩木山孫平（前頭）：宇都宮市
- 宇都宮新八郎（前頭）：鹿沼市
- 貴源治賢（前頭）：小山市（茨城県猿島郡境町で育つ）
- 由良ノ海楫五郎（前頭）：那珂川町（旧下野国那須郡）
- 野州山孝市（前頭）：真岡市
- 八染茂雄（前頭）：足利市
- 大平山圭四郎（十両）：宇都宮市
- 春日竜功隠（十両）：大田原市（旧黒羽町）
- 小金山幸一郎（十両）：栃木市
- 貴ノ富士三造（十両）2018年11月場所まで貴公俊剛：小山市（茨城県猿島郡境町で育つ）
- 栃木野竹三郎（十両）：鹿沼市
- 栃ノ峯甚一郎（十両）：宇都宮市（旧絹島村）
- 栃ノ森昇治（十両）：那須塩原市（旧黒磯市）
- 日出ノ国太子郎（十両）：那須塩原市（旧西那須野町）
- 山中山和洋（十両）：那珂川町（旧小川町）

#### 立行司
- 木村庄之助 (20代)：鹿沼市
- 式守伊之助 (9代)：栃木市（旧藤岡町）

### 柔道

#### 男子
- 飯塚国三郎（講道館柔道十段、大日本武徳会柔道範士、国際柔道協会会長）：下都賀郡三鴨村（現栃木市）
- チアキ・イシイ（ブラジル代表として、1971年世界柔道選手権銅メダル、1972年ミュンヘン五輪銅メダル）：足利市（ブラジルに帰化）
- 海老沼匡（ロンドン五輪66kg級銅メダル、リオデジャネイロ五輪66kg級銅メダル）：小山市
- 太田彪雅（2021年全日本柔道選手権大会優勝、グランドスラム優勝３回）：栃木市
- 古沢勘兵衛（全日本柔道選士権大会優勝2回・準優勝1回、戦前を代表する柔道家の1人）：益子町
- 髙藤直寿（リオデジャネイロ五輪60kg級銅メダル、2021年東京五輪60kg級金メダル）：下野市（埼玉県蓮田市出生）
- 長島啓太（2012年ワールドカップ・タシュケント優勝、2014年グランプリ・ウランバートル 優勝）
- 古沢勘兵衛（全日本柔道選士権大会優勝2回・準優勝1回、戦前を代表する柔道家の1人）：益子町
- 増渕樹（実業個人選手権優勝4回）：那須塩原市

#### 女子
- 黒川琴美（1984年体重別選手権優勝、1985年アジア選手権優勝）：鹿沼市
- 蓬田智佳（2005年世界ジュニア優勝）

### サッカー

#### 男子
- 松本育夫（元栃木SC監督、メキシコシティ五輪銅メダル）：宇都宮市:宇都宮工業高
- 原博実（日本サッカー協会技術委員長）：那須塩原市（旧黒磯市）:矢板東高
- 岩淵功（メルボルン五輪日本代表）:宇都宮高
- 小沢通宏（メルボルン五輪日本代表、日本サッカー殿堂入り）：宇都宮市:宇都宮高
- 小泉淳嗣（元横浜マリノス）：真岡市:宇都宮学園高
- 黒崎久志（鹿島アントラーズコーチ）：鹿沼市（旧粟野町）:宇都宮学園高
- 平岡靖成（元大宮アルディージャ）：矢板市:矢板東高
- 中三川哲治（FC町田ゼルビアコーチ）：真岡市:宇都宮学園高
- 小林成光（元FC東京）：佐野市:佐野日大高
- 米山篤志（元カマタマーレ讃岐監督）：宇都宮市
- 前田和也（元栃木ウーヴァFC）：佐野市:佐野日大高
- 若林学（栃木ウーヴァFC）：鹿沼市（旧粟野町）:宇都宮工業高
- 吉澤佑哉（元カマタマーレ讃岐）：日光市
- 藤田義明（元ジュビロ磐田）：宇都宮市:宇都宮白楊高
- 武井択也（元松本山雅FC）：栃木市:國學院栃木高
- 近藤直也（元東京ヴェルディ）：宇都宮市
- 富田晋伍（ベガルタ仙台）：栃木市
- 富山貴光（大宮アルディージャ）：栃木市:矢板中央高
- 蜂須賀孝治（ベガルタ仙台）：栃木市
- 金子翔太（ジュビロ磐田）：日光市
- 高木和徹（東京ヴェルディ）：野木町
- 嘉悦秀明（元ロッソ熊本）：下野市（旧国分寺町 (栃木県)）:宇都宮学園高
- 只木章広（元栃木SC）：宇都宮市:真岡高
- 上野優作（清水エスパルスコーチ）：真岡市:真岡高
- 金子剛（元栃木SC）：宇都宮市:鹿沼東高
- 西川吉英（元栃木SC）：さくら市:矢板東高
- 入江利和（元栃木SC）：宇都宮市:矢板中央高
- 稲葉久人（元栃木SC）：小山市:佐野日大高
- 山越享太郎 （栃木SC）：日光市
- 湯澤洋介（サガン鳥栖）：日光市:矢板中央高
- 須藤貴郁（ヴァンラーレ八戸）：鹿沼市:矢板中央高
- 中美慶哉（元松本山雅FC）：宇都宮市
- 鈴木徳真（セレッソ大阪）：小山市:前橋育英高
- 山越康平（大宮アルディージャ）：宇都宮市:矢板中央高
- 川上盛司（藤枝MYFC）
- 中島拓真（アスルクラロ沼津）
- 和田凌（ブリスベン・ロアー）
- 小池裕太（横浜F・マリノス）：宇都宮市
- 小野雅史 (1995年生のサッカー選手)（FCマルヤス岡崎）
- 星キョーワァン（横浜FC）：下野市:矢板中央高
- 阿野真拓（東京ヴェルディ）：下野市
- 人見拓哉（FC琉球）：那須塩原市:矢板中央高
- 森俊貴（栃木C）：茂木町:茂木高
- 森本ヒマン（レイラック滋賀FC）：下野市:矢板中央高
- 三丸拡（柏レイソル）：小山市:真岡高
- 小林竜樹 (サッカー選手)（ザスパ草津）：佐野市
- 明本考浩（ベルギー・OHルーヴェン）：宇都宮市:作新学院高
- 黒﨑隼人（栃木SC）：宇都宮市:宇都宮短大附属高
- 篠田洋介（川崎フロンターレフィジカルコーチ）
- 相樂亨（審判員）：壬生町
- 高山啓義（審判員）
- 長峯滉希（審判員）
- 丸山義行（審判員）：今市市（現日光市）
- 吉田寿光（審判員）：宇都宮市

#### 女子
- 安藤梢（浦和レッズレディース、2011年FIFA女子ワールドカップ優勝(チームの一員として国民栄誉賞受賞)、2012年ロンドン五輪銀メダル、2015年FIFA女子ワールドカップ準優勝）：宇都宮市:宇都宮女子高
- 井上綾香（マイナビ仙台レディース）：さくら市:さくら清修高
- 猪瀨結子（マイナビ仙台レディース→岡山湯郷Belle）
- 岩城恋音美（マイナビ仙台レディース）
- 岩下胡桃（AC長野パルセイロ・レディース）
- 内田紗希（ASエルフェン埼玉）：足利市
- 笠井香織（アルビレックス新潟レディース）：宇都宮女子高
- 坂本理保（岡山湯郷Belle）：宇都宮市
- 鮫島彩（INAC神戸レオネッサ、2011年FIFA女子ワールドカップ優勝(チームの一員として国民栄誉賞受賞)、2012年ロンドン五輪銀メダル、2015年FIFA女子ワールドカップ準優勝）：宇都宮市（旧河内町）
- 鈴木日奈子（大宮アルディージャVENTUS）
- 手塚貴子（元女子日本代表、日本サッカー協会理事・女子委員会副委員長、日本女子プロサッカーリーグ理事、日本女子サッカーリーグ理事）：宇都宮市
- 増渕瞳（バニーズ京都SC）：宇都宮文星女子高

### ラグビー
- 岩上篤史（元クボタスピアーズ）
- 遠藤孝一（ヤクルトレビンズ戸田）：栃木市
- 大島佐利（サントリーサンゴリアス、7人制日本代表）：栃木市
- 大出憲司（元豊田自動織機シャトルズ）
- 武井日向（リコーブラックラムズ東京）：佐野市
- 竹山晃暉（パナソニック ワイルドナイツ）：宇都宮市
- 棚橋宗一郎（元三菱重工相模原ダイナボアーズ）
- 塚原巧巳（神戸製鋼コベルコスティーラーズ）：下野市
- 手塚洋成（元クボタスピアーズ）
- 三村勇飛丸（静岡ブルーレヴズ、日本代表）：足利市
- 福田陸人（クボタスピアーズ船橋・東京ベイ）：鹿沼市
- 八木澤龍翔（静岡ブルーレヴズ）
- 町井徹郎（ラグビートップレフェリー、日本ラグビーフットボール協会第11代会長）：宇都宮

### バレーボール

#### 男子
- 大木貴之（つくばユナイテッドSun GAIA→東レアローズ）
- 奥村航（つくばユナイテッドSun GAIA）：佐野市
- 齋藤信治（元全日本代表、北京五輪出場、元東レ・アローズ）：日光市（旧今市市）

#### 女子
- 石田小枝（Vプレミアリーグ日立佐和リヴァーレ）：真岡市
- 宇賀神みずき（元全日本代表、Vプレミアリーグ岡山シーガルズ）：真岡市
- 黒後愛（元全日本代表、2021年東京五輪出場、東レアローズ→埼玉上尾メディックス）：宇都宮市
- 篠原孝子（元全日本代表、元イトーヨーカドー、武富士バンブーアシスタントトレーナー）：鹿沼市
- 関李香（元全日本代表、デンソーエアリビーズ→岡山シーガールズ）：宇都宮市
- 田中美咲（元全日本代表、JTマーヴェラス）：小山市
- 半田百合子（元全日本代表、1964年東京五輪金メダル）：栃木市（宇都宮市出生）
- 福田舞 (バレーボール)（元全日本代表、デンソーエアリビーズ→岡山シーガルズ）：鹿沼市
- 山口結可（デンソーエアリービーズ）：宇都宮市
- 吉永有希（トヨタ車体クインシーズ）：宇都宮市

### バスケットボール

#### 男子
- 大宮宏正（Bリーグ・名古屋ダイヤモンドドルフィンズ）：茂木町
- 小島佑太（Bリーグ・山形ワイヴァンズ）：宇都宮市
- 小室昂大（Bリーグ・青森ワッツ）：大田原市
- 鈴木克彦（熊谷組のメンバーとして1992オールジャパン優勝、1993日本リーグ優勝、1994オールジャパン準優勝など）：宇都宮市
- 高村成寿（Bリーグ・熊本ヴォルターズ）：矢板市
- 橋本晃佑（Bリーグ・シーホース三河）：日光市（旧今市市）
- 山口颯斗（Bリーグ・茨城ロボッツ）：鹿沼市
- 横塚螢（Bリーグ・越谷アルファーズ）：小山市
- 渡辺翔太（Bリーグ・仙台89ERS）
- ザック・バランスキー（Bリーグ・アルバルク東京）

#### 女子
- 大野由美子（東芝所属、1983年世界選手権に全日本メンバーとして出場）
- 須永麻美（Wリーグ・姫路イーグレッツ）
- 生井けい子（1975年世界選手権銅メダル・MVP・得点王、モントリオール五輪得点王、日本女子バスケットボール史上最高の選手と言われている）：栃木市
- 水島沙紀（Wリーグ・トヨタ自動車アンテロープス）
- 横山アサ子（1967世界選手権ベスト5）

### ボクシング

#### 男子
- 赤穂亮（元OPBF東洋太平洋スーパーフライ級王者、元日本バンタム級王者）：芳賀町
- ガッツ石松（元WBC世界ライト級王者）：鹿沼市（旧粟野町）
- 亀田昭雄（元日本ウェルター級王座）：佐野市（旧安蘇郡葛生町）
- 古口哲（1978年AIBA世界ボクシング選手権バンタム級日本代表）：今市市
- 小口雅之：上三川町
- 諏訪尚：小山市
- 中村剛（元OBF東洋フライ級チャンピオン）：真岡市
- ピストン堀口（元日本フェザー級・東洋フェザー級および日本ミドル級チャンピオン）：真岡市
- 堀口宏（元日本バンタム級チャンピオン）：真岡市
- チャオズ箕輪（元OPBF女子東洋太平洋フライ級王者、現WBO女子アジアパシフィックスーパーフライ級王者）：宇都宮市
- 吉野修一郎（元WBOアジアパシフィックライト級王者）：鹿沼市
- 渡辺勇次郎（元プロボクサー。日本最初の本格的ボクシングジムを創設、ピストン堀口・笹崎僙・荻野貞行・岡本不二などの名選手を育て、日本における「ボクシングの父」と呼ばれる）：矢板市

#### 女子
- 後藤あゆみ（元OPBF東洋太平洋女子スーパーバンタム級王者、元WBO女子アジア太平洋スーパーバンタム級王者）：大田原市
- 漣バル（日本女子ミニマム級王者）：那須塩原市
- 中野真由美（前WBOアジア太平洋女子ミニマム級王者）：那須塩原市
- 日向野知恵（元日本女子ミニマム級王座）：小山市

### プロレス

#### 男子
- 井坂レオ：宇都宮市
- 稲村愛輝：大田原市
- 薄井鉄央：宇都宮市
- KAMIKAZE：足利市
- 川田利明：栃木市（旧藤岡町）
- 愚乱・浪花：野木町
- 佐藤竜騎士：那須町
- 鈴木大 (プロレスラー)：那須塩原市
- スーパーライダー：足利市
- ダイスケ：茂木町
- 野村卓矢：宇都宮市
- 福田雅一：大田原市（旧黒羽町）
- 吉田和則：小山市

#### 女子
- ZONES：日光市
- 立野記代：足利市
- 巴ゆき子：宇都宮市
- 沼尾マキエ：宇都宮市
- 長谷川咲恵：上都賀郡
- 羽南（3姉妹長女）：下野市
- 吏南（3姉妹次女(双子姉)）：下野市
- 妃南（3姉妹三女(双子妹)）：下野市
- 姫ゆりあ：宇都宮市
- ミクロ(プロレスラー)：宇都宮市

### レスリング
- 鏡優翔（2024年パリ五輪金メダル）：宇都宮市（山形市出生）
- 金子正明（1968年メキシコシティー五輪金メダル）：足利市
- 長島偉之（1984年ロサンゼルス五輪銀メダル）：足利市
- 船越光子（全日本選手権5回優勝、1994年世界選手権優勝）：壬生町

### その他の格闘技

#### 男子
- 大久保琉唯（キックボクサー）：宇都宮市
- 大山峻護（総合格闘家）： 那須塩原市（旧西那須野町）
- 黒崎健時（空手家）：小山市（旧下都賀郡桑村）
- 酒井リョウ（総合格闘家）
- 清水清隆（総合格闘家）：下野市（旧石橋町）
- スダリオ剛（総合格闘家、元力士・貴ノ富士）：小山市（茨城県猿島郡境町で育つ）
- 太子郎（総合格闘家、元力士・日出ノ国）：那須塩原市（旧西那須野町）
- 高久昌義（空手家）
- 滝田J太郎（総合格闘家）：那須郡
- 貴賢神（総合格闘家、元力士・貴源治）：小山市（茨城県猿島郡境町で育つ）
- 手塚裕之（総合格闘家）：塩谷町
- 冨澤大智（キックボクサー）：宇都宮市
- 二瓶卓郎（空手家）
- 野口大輔（プロレス・格闘技のレフェリー）：那須塩原市（旧黒磯市）
- 蓮實光（総合格闘家）：大田原市
- 風我（総合格闘家）：宇都宮市
- 山田学（総合格闘家）：那須塩原市（旧黒磯市）
- 吉永啓之輔（総合格闘家）
- 渡部修斗（総合格闘家、柔術家）：足利

#### 女子
- 伊澤星花（総合格闘家）：宇都宮市
- 小寺麻美（総合格闘家）
- 日向野知恵（元プロボクサー、ブラジリアン柔術家）：小山市
- 渡辺久江（総合格闘家、キックボクサー）：鹿沼市

### 野球

#### 現役選手
- 飯原誉士（BCリーグ・栃木ゴールデンブレーブス、元・東京ヤクルトスワローズ）：小山市
- 石井一成（北海道日本ハムファイターズ）：那珂川町
- 石田隼都（読売ジャイアンツ）：真岡市
- 出井敏博（埼玉西武ライオンズ）：小山市
- 今井達也（埼玉西武ライオンズ）：鹿沼市
- 入江大生（横浜DeNAベイスターズ）：日光市
- 大山凌（福岡ソフトバンクホークス）：下野市
- 北浦竜次（北海道日本ハムファイターズ）：那須塩原市（旧・黒磯市）
- 澤村拓一（千葉ロッテマリーンズ）：栃木市
- 髙谷裕亮（福岡ソフトバンクホークス）：小山市
- 田嶋大樹（オリックス・バファローズ）：宇都宮市
- 仲三河優太（埼玉西武ライオンズ）：栃木市
- 益子京右（横浜DeNAベイスターズ）：宇都宮市
- 星知弥（東京ヤクルトスワローズ）：那珂川町
- 弓削隼人（東北楽天ゴールデンイーグルス）：佐野市

#### 元選手
- 青木正一（元・阪神タイガース）：足利市
- 相澤寿聡（元・広島東洋カープ）：足利市
- 飯塚富司（元・阪急/オリックスブレーブス、元・横浜ベイスターズ）：佐野市（旧田沼町）
- 池沢義行（元・読売ジャイアンツ）
- 池田健（元・千葉ロッテマリーンズ）：足利市
- 石井琢朗（現•横浜DeNAベイスターズコーチ、元・横浜ベイスターズ）：佐野市
- 石川俊介（元・阪神タイガース）：佐野市（旧葛生町）
- 礒恒之（元・千葉ロッテマリーンズ）：大田原市（旧湯津上村）
- 大須賀允（元・読売ジャイアンツ、広島東洋カープ）：足利市
- 岡田幸文（栃木ゴールデンブレーブスコーチ、元・千葉ロッテマリーンズ）：高根沢町
- 小川博（元・ロッテオリオンズ）：足利市
- 小倉恒（元・オリックス・ブルーウェーブ、東北楽天ゴールデンイーグルス）：鹿沼市
- 落合英二（中日ドラゴンズ2軍監督、元・中日ドラゴンズ）：下野市（旧石橋町）
- 小関竜也（読売ジャイアンツ二軍打撃コーチ）：佐野市
- 小野和義（元・近鉄バファローズ、埼玉西武ライオンズ）：宇都宮市
- 加藤斌（元・中日ドラゴンズ）：宇都宮市
- 金澤岳（元・千葉ロッテマリーンズ）：大田原市
- 久米勇紀（元・読売ジャイアンツ）：足利市
- 斉藤浩行（元・中日ドラゴンズ）：宇都宮市
- 笹沼明広（元・福岡ソフトバンクホークス）：矢板市
- 佐藤祥万（元・横浜 DeNA ベイスターズ、北海道日本ハムファイターズ、広島東洋カープ ）：日光市
- 島野育夫（元・阪神タイガース）：宇都宮市
- 関口雄大（元・横浜ベイスターズ、北海道日本ハムファイターズ）：宇都宮市
- 高嶋徹（元・オリックス・ブルーウェーブ）：宇都宮市
- 髙村祐（福岡ソフトバンクホークス二軍投手コーチ、元・近鉄バファローズ・東北楽天ゴールデンイーグルス）：宇都宮市
- 田中充（元・東京ヤクルトスワローズ）：益子町
- 寺内崇幸（元・読売ジャイアンツ）：栃木市
- 寺田哲也（元・東京ヤクルトスワローズ）：宇都宮市
- 戸叶尚（元・横浜ベイスターズ）：佐野市
- 中野孝征（元・サンケイアトムズ/アトムズ/ヤクルトアトムズ）：宇都宮市
- 中野佐資（元・阪神タイガース）：栃木市
- 成瀬善久（元・千葉ロッテマリーンズ）：小山市
- 仁平馨（元・広島東洋カープ）：益子町
- 早川和夫（元・中日ドラゴンズ、現・中日ドラゴンズコーチ）：壬生町
- 藤倉多祐（元阪神タイガース・ロッテオリオンズ）：足利市
- 松本照夫（元・阪急ブレーブス）：栃木市
- 真中満（元・東京ヤクルトスワローズ、元・東京ヤクルトスワローズ監督）：大田原市（埼玉県幸手市出生）
- 麦倉洋一（元・阪神タイガース）：栃木市（旧都賀町）
- 村上之宏（元・南海ホークス）：高根沢町
- 八木沢荘六（元・ロッテオリオンズ）：日光市
- 渡辺俊介（元・千葉ロッテマリーンズ）：栃木市（旧都賀町）

#### 女子野球選手
- 石塚ちづる（ノース・レイア→兵庫ディオーネ）
- 太田あゆみ（兵庫ディオーネ→埼玉アストライア）
- 小林千紘（神村学園高→明治大学、後にプロゴルファーに転向）：大田原市
- 笹沼菜奈（愛知ディオーネ）：矢板市
- 高島知美（ハマンジ）：佐野市

#### その他
- 青井鉞男（学生野球指導者、日本の野球史の草分け期に大きな功績を残した。1959年に設立された野球殿堂の最初の特別表彰者の一人）：宇都宮市
- 飯塚富司（プロ野球審判員、元プロ野球選手）：佐野市（旧田沼町）
- 大井道夫（高校野球指導者）：宇都宮市
- 河内忠吾（元日大野球部監督）：小山市
- 川島勝司 (野球)（アマチュア野球指導者、野球解説者、ソウル五輪野球日本代表ヘッドコーチ、アトランタ五輪野球日本代表監督(銀メダル)、野球殿堂特別表彰者）：佐野市
- 君島一郎（野球研究者、野球殿堂特別表彰者、朝鮮銀行副総裁）：塩谷町
- 小針崇宏（高校野球指導者）：宇都宮市
- 鈴木博識（元日大野球部監督、高校野球指導者）：小山市
- 長井功一（プロ野球審判員）：宇都宮市
- 山本理（高校野球指導者）：宇都宮市

### ゴルフ

#### 男子
- 大島富五郎（プロゴルファー）：塩谷郡藤原町（現日光市）
- 小泉清一（プロゴルファー）
- 小針春芳（プロゴルファー）：那須郡高林村（那須塩原市）
- 羽川豊（プロゴルファー）：足利市
- 矢部昭（プロゴルファー、1982年日本オープン優勝）

#### 女子
- 臼井麗香（プロゴルファー）：鹿沼市
- 斉藤裕子（プロゴルファー）：那須塩原市
- 篠崎愛（プロゴルファー）：上三川町
- 藤田幸希（プロゴルファー、2010年日本女子プロゴルフ選手権優勝）：宇都宮市（静岡県沼津市出生）

### 卓球
- 菅谷佳代（1979年世界卓球団体銅メダル）
- 高橋省子（1975年世界卓球女子ダブルス金メダル・団体銅メダル、1979年世界卓球団体銅メダル）
- 田崎俊雄（全日本卓球選手権男子ダブルス通算4度優勝、2000年世界卓球団体銅メダル）
- 平野早矢香（2004・2006・2008・2010年世界卓球団体銅メダル、  2011・2013年ワールドカップ団体銀メダル、2009・2015年ワールドカップ団体銅メダル、 ロンドン五輪団体銀メダル 、2014年世界卓球団体銀メダル）：鹿沼市
- 平野友樹（T.T彩たま→琉球アスティーダ、平野早矢香の実弟）：鹿沼市
- 藤沼亜衣（シドニー五輪、アテネ五輪日本代表、2004・2006年世界卓球団体銅メダル）：宇都宮市
- 横田幸子（1972・1974年全日本卓球選手権シングルス優勝、1973年世界卓球団体銅メダル、1975年世界卓球女子ダブルス銅メダル・団体銅メダル、1977年世界卓球混合ダブルス銀メダル）：宇都宮市

### アイスホッケー
- 星野好男（札幌五輪日本代表、1988年〜1991年全日本監督 ）：日光市
- 星野仁十郎（古河電工アイスホッケー部 、インスブルック五輪日本代表監督）：上都賀郡日光町（現日光市）
- 小池詩織（ソチ五輪、平昌五輪、北京五輪日本代表）：日光市
- 大津晃介（2025年ミラノ・コルティナダンペッツォ五輪最終予選と事前合宿の日本代表）：日光市
- 大津夕聖（2025年ミラノ・コルティナダンペッツォ五輪最終予選と事前合宿の日本代表）：日光市
- 大塚一佐（2025年ミラノ・コルティナダンペッツォ五輪の日本代表選考合宿に招集された）：日光市
- ハリデー慈英（2025年ミラノ・コルティナダンペッツォ五輪の日本代表選考合宿に招集された）：宇都宮市
- 古橋真来（2025年ミラノ・コルティナダンペッツォ五輪最終予選と事前合宿の日本代表）：日光市
- 渡辺はる香（コクドレディース、長野五輪日本代表）：足利市

### フィールドホッケー
- 小森皆実（アテネ五輪、北京五輪日本代表）：日光市
- 齋藤尚子（アテネ五輪日本代表）
- 筑井利江（北京五輪日本代表）：鹿沼市
- 福田敏昭（2001年アジア大会日本代表）

### ボーリング
- 岡部直治（プロボーラー、スマイルフィールド所属）
- 小林あゆみ（プロボーラー、eスポフィールド/トミコシ高島平ボウル所属）
- 小林よしみ（プロボーラー、ラウンドワン所属）
- 鶴井亜南（プロボーラー、N＆Kco.,Ltd所属）
- 渡辺けあき（プロボーラー、声優、元モデル・タレント・俳優）：矢板市（福岡県出生）

### その他の球技
- 石川多映子（ソフトボール、シドニー五輪銀メダル）：栃木市（旧大平町）
- 大川茉由（ソフトボール、日本代表）：佐野市
- 増淵まり子（ソフトボール、シドニー五輪銀メダル）：宇都宮市
- 山田晋三（アメリカンフットボール、1999年第1回ワールドカップ優勝メンバー）
- 小田恵里花（クリケット、日本女子代表）
- 小舘美紀（ハンドボール）：栃木市
- 岸川英誉（ハンドボール、北京五輪・ロンドン五輪日本代表）：下野市
- 陣野瞳（ハンドボール）：栃木市
- 永塚梓（ハンドボール）：野木町
- 髙橋明日香（バドミントン）：足利市
- 中静悠斗（バドミントン、世界ジュニア選手権ダブルス銅メダル）
- 大谷桃子（車椅子テニス、2020年東京パラ五輪女子ダブルス銅メダル）：栃木市
- 眞田卓（車椅子テニス、パリパラ五輪出場）：那須塩原市

### 陸上競技
- 阿久津浩三（長距離走、1987年日本選手権10000m優勝、ソウル五輪男子10000m出場）：那須町
- 宇賀地強（長距離）：宇都宮市
- 鈴木従道（長距離走、メキシコシティ五輪10000m出場、1969年日本選手権5000m優勝）：塩谷町
- 吉川洋次（長距離走）：那須塩原市
- 赤羽有紀子（マラソン、2009大阪国際女子マラソン二位・2011優勝・2014優勝）：芳賀町
- 小林光二（マラソン）：那須塩原市（旧西那須野町）
- 渋井陽子（マラソン、2001大阪国際女子マラソン優勝・2009優勝）：那須塩原市（旧黒磯市）
- 原裕美子（マラソン、2007大阪国際女子マラソン優勝・2009三位）：足利市
- 西田隆維（マラソン）：足利市
- 弘山勉（マラソン）：真岡市
- 神山知也（200m走）
- 齋藤仁志（200m走）：栃木市
- 荒川岳士（100m・200m走）
- 海老原有希（やり投げ）：上三川町

### 水泳競技
- 清水咲子（競泳、リオデジャネイロ五輪日本代表）：大田原市
- 萩野公介（競泳、ロンドン五輪400m個人メドレー銅メダル、リオデジャネイロ五輪400m個人メドレー金・200m個人メドレー銀・4×200mフリーリレー銅メダル）：小山市
- 松下知之（競泳、パリ五輪400m個人メドレー銀メダル）：宇都宮市
- 水沼尚輝（競泳、パリ五輪100mバタフライ8位）：真岡市
- 榎本遼香（飛込、2021年東京五輪日本代表）：宇都宮市

### 競馬騎手・調教師
- 赤羽秀男（JRA騎手）
- 小林淳一（JRA騎手）
- 柴田大知（JRA騎手）：宇都宮市
- 柴田未崎（JRA騎手）：宇都宮市
- 塚越一弘（JRA騎手、調教助手）
- 手塚貴久（JRA調教師）：足利市
- 戸崎圭太（大井競馬場騎手→JRA騎手）：壬生町
- 野澤憲彦（宇都宮競馬場→船橋競馬場騎手）
- 早川順一（宇都宮競馬場）
- 平澤則雄（宇都宮競馬場）
- 保園翔也（浦和競馬場騎手）：益子町
- 町田直希（川崎競馬場騎手）
- 水沼元輝（JRA騎手）：宇都宮市
- 矢野進（JRA騎手→JRA調教師）
- 山口竜一 （宇都宮競馬場騎手→ホッカイドウ競馬騎手）：小山市
- 山崎真 (競馬)（浦和競馬場騎手）：小山市

### 自転車競技

#### 競輪
- 阿久津浩之（日本競輪選手会群馬支部→東京支部所属）
- 荒牧聖未（日本競輪選手会栃木支部所属、元女子アイスホッケー日本代表選手）：日光市
- 飯嶋則之（日本競輪選手会栃木支部所属）：小山市
- 神山拓弥（日本競輪選手会栃木支部所属）
- 神山雄一郎（日本競輪選手会栃木支部所属）：小山市
- 竹野暢勇（日本競輪選手会栃木支部所属）：真岡市（旧二宮町）
- 土屋珠里（日本競輪選手会大阪支部所属）：宇都宮市
- 羽石国臣（日本競輪選手会栃木支部所属、元スピードスケート選手）：日光市
- 福田礼佳（日本競輪選手会栃木支部→熊本支部所属）
- 眞杉匠（日本競輪選手会栃木支部所属）：宇都宮市

#### ロードレース
- 雨澤毅明（ブラウ・ブリッツェン→那須ブラーゼン→宇都宮ブリッツェン→スロベニアLjubljana Gusto Xaurum）：下野市
- 石原悠希（インタープロ・ストラダリサイクリング→Hincapie–Leomo p/b BMC→Team UKYO相模原→JAVA kiwi atlantico→シマノレーシング）：市貝町
- 小野寺玲（那須ブラーゼン→宇都宮ブリッツェン→ヴィクトアール広島→宇都宮ブリッツェン）：鹿沼市（出生地は横浜市）
- 針谷千紗子（宇都宮ブリッツェン→サイクルベースあさひ→BRITZSCHLAGE→Live GARDEN Bici Stelle）：宇都宮市
- 廣瀬佳正（シマノレーシング→スキル・シマノ→宇都宮ブリッツェン）：宇都宮市
- 堀孝明（宇都宮ブリッツェン→ブリヂストン・アンカー→宇都宮ブリッツェン→ヴェロリアン松山）：宇都宮市

#### その他
- 和地恵美（マスターズの自転車競技選手、2006年のトラックマスターズ世界選手権で女子個人追抜45〜49歳クラス優勝、2007年10月の同大会で女子500mタイムトライアル優勝、同年齢の「BEST RIDERS 2006」受賞）：田沼町（現佐野市）

### 競艇
- 新井敏司（32期・登録番号2528）
- 金子拓矢（95期・登録番号4305）
- 櫻本あゆみ（101期・登録番号4478）：日光市
- 早坂こずえ（73期・登録番号3677）

### その他のスポーツ選手
- 五十嵐久人（体操、モントリオール五輪団体金メダル）：宇都宮市
- 飯塚将光（オートレース）：佐野市
- 中村雅人（オートレース）：栃木市
- 砂岡良治（重量挙げ、ロサンゼルス五輪銅メダル）：栃木市（旧大平町）
- 安間佐千（スポーツクライミング、フリークライミング）：宇都宮市
- 楢﨑智亜（スポーツクライミング、2021年東京五輪、パリ五輪日本代表。明智の実兄）：宇都宮市
- 楢﨑明智（スポーツクライミング。智亜の実弟）：宇都宮市
- 羽石国臣（スピードスケート、ソルトレークシティ五輪代表）：日光市
- 石原敬士 （クレー射撃、メキシコシティー五輪代表（不出場）、モスクワ五輪代表（ボイコット））：鹿沼市
- 中山由起枝（クレー射撃、シドニー五輪・北京五輪・ロンドン五輪・リオデジャネイロ五輪・2021年東京五輪出場）：小山市出生、茨城県結城市育ち
- 岡澤恋（スラックライン、Trickline World Cup 2022 優勝）：宇都宮市
- 塚越広大（レーシングドライバー）：日光市（旧今市市）
- 山本尚貴（レーシングドライバー）：宇都宮市
- 横嶋良（ラリードライバー）：宇都宮市
- 古口美範（プロドリフトレーサー）：上三川町
- 渡辺明（モーターサイクル・モトクロスレーサー。日本人唯一のモトクロス世界選手権チャンピオン）：宇都宮市
- 渡辺一馬（オートバイロードレーサー）：鹿沼市
- 藤田雄大（熱気球競技選手、日本人初の熱気球世界選手権優勝者）：千葉県出生、野木町育ち

## その他
- 荒川高俊（明治初期の自由民権運動家）：下野国黒羽藩
- おついち（ゲーム実況を中心としたYouTuber兄者弟者のメンバー。個人としてもチャンネルを持ち、動画を投稿している）
- 河村拓哉（YouTuber、クイズプレイヤー、ライター、プロデューサー）：鹿沼市
- 桜井昌司（布川事件元被告人）：塩谷町
- 中岡艮一（鉄道省鉄道員、陸軍職員、時の首相・原敬を暗殺した（原敬暗殺事件）人物）
- 渡辺芳則（五代目山口組組長）：壬生町

### AV女優
- 碧しの
- 安達真実
- 綾乃梓
- 泉りおん
- 佐倉絆：足利市
- 東條なつ
- 深田えいみ：本人は埼玉県出身と述べている[10]。

## 架空の人物

### アニメ
- 篠原弘樹（宇宙戦艦ヤマト2199）
- ツチヤ（ガールズ&パンツァー）：茂木町
- 水沢愛佳・彩佳ほか（ プラオレ!〜PRIDE OF ORANGE〜）：日光市
- ペパロニ（ガールズ&パンツァー）：益子町
- 矢野エリカ(SHIROBAKO)
- 総統（秘密結社鷹の爪）
- ゴーゴー・トマゴ (ENGoGo_Tomago) （マーベル・コミック『ビッグ・ヒーロー・シックス』）：宇都宮市

### 漫画
- 小柏カイ（頭文字D）
- 須藤京一（頭文字D）
- 板山秀司（美味しんぼ）：佐野市
- 小林圭介（黒子のバスケ）
- 南リカ（コスプレ☆アニマル）
- 内山田（GTO）：鹿沼市
- 中二美夫（ドカベン）
- 大森山太一（バチバチ）
- 大森海太二（バチバチ）
- 蟻生十兵衛（ブルーロック）

### ゲーム
- 氏家むつみ（アイドルマスター シンデレラガールズ）
- 日野茜（アイドルマスター シンデレラガールズ）
- ルーキートレーナー／青木慶（アイドルマスター シンデレラガールズ）
- トレーナー／青木明（アイドルマスター シンデレラガールズ）
- ベテラントレーナー／青木聖（アイドルマスター シンデレラガールズ）
- マスタートレーナー／青木麗（アイドルマスター シンデレラガールズ）
- 橘志狼（アイドルマスター SideM）
- 大神一郎（サクラ大戦）
- セレスティア・ルーデンベルク（ダンガンロンパ）：宇都宮市

### キャラクター
- 姫宮なな（東武鉄道お客さまセンターイメージキャラクター）：宇都宮市

## 歴史上の人物
- 安藤東野（江戸時代中期の儒学者、荻生徂徠初期の門人）：下野国那須郡黒羽城下（現大田原市）
- 宇都宮朝綱（鎌倉時代の豪族で御家人、左衛門尉、宇都宮社務職。奥州合戦で活躍し、源頼朝から「坂東一の弓取り」と賞賛された）：下野国宇都宮城主（現宇都宮市）
- 宇都宮頼綱（鎌倉時代の豪族で御家人、歌人、伊予国守護。奥州合戦、畠山重忠の乱などで活躍、宇都宮歌壇を築いた）：下野国宇都宮城主（現宇都宮市）
- 宇都宮景綱（鎌倉時代の御家人、歌人、下野守、尾張守、引付衆、評定衆。日本最古の武家家法である宇都宮家式条を制定した）
- 宇都宮貞綱（鎌倉時代の御家人、三河守、下野守、備前権守、引付衆、弘安の役の鎌倉幕府総代）：下野国宇都宮城主（現宇都宮市）
- 宇都宮公綱（鎌倉時代の御家人、下野守、加賀国司、兵部少輔、左馬権頭、左少将、引付衆、雑訴決断所一番。武勇に優れ、楠木正成も一目置いた猛将。元弘の乱では鎌倉幕府軍の軍事力の中核を担っており、楠木正成と戦った。建武政権でも軍事力の中心を担っていた。『太平記』で楠木正成に「坂東一の弓取り」と評されたことで高名）：下野国宇都宮城主（現宇都宮市）
- 宇都宮氏綱（鎌倉時代末期から南北朝時代にかけての武将、下野守、伊予守、下野守護、上野守護、越後守護。足利尊氏に味方し、観応の擾乱などで戦功を挙げ、上野守護、越後守護を任ぜられた。薩埵山体制の一翼を担い、絶頂期を築く）：下野国宇都宮城主（現宇都宮市）
- 宇都宮持綱（室町時代中期の武将、肥前守、常陸介、右馬頭、上総守護、京都扶持衆。庶流の武茂氏出身。上杉禅秀の乱で戦功を挙げ、上総守護を任ぜられた。幕府との連携を強化し、京都扶持衆に任ぜられている。鎌倉府と室町幕府の対立によって家中が二つに分裂）：下野国宇都宮城主（現宇都宮市）
- 宇都宮成綱（戦国大名、下野守、下野守護、右馬頭。武将としての優れた器量を持ち、野心家でもあった。古河公方擁立、優れた外交手腕を駆使して当時没落していた宇都宮氏の全盛期を築く。家臣団の再編成も行っており、北関東の覇権を巡って常陸国の戦国大名佐竹義舜と争った）：下野国宇都宮城主（現宇都宮市）
- 宇都宮広綱（戦国大名、下野守。壬生綱房の下克上により滅亡の危機に晒されたが、忠臣芳賀高定の尽力によって壬生綱雄から宇都宮城を奪還。佐竹義重と同盟を結び北条氏と戦った）：下野国宇都宮城主（現宇都宮市）
- 円仁(慈覚大師)（平安時代初期の僧、第3代天台座主、入唐八家の一人）：下野国壬生（現壬生町）〜諸説あり
- 大関高増（戦国時代の武将、那須氏家臣。野心家であり、謀略を駆使して勢力を拡大。那須資晴の代には那須家中で最有力の実力者となった）：下野国
- 大田原資清（戦国時代の武将、那須氏家臣。野心家であり、上那須氏のお家騒動で活躍。大関宗増讒言を受けて失脚し出家。復帰後は宗増に復讐を果たし、子を送り込むなどで勢力を拡大。大田原・大関・福原の三家を支配し那須家中で最有力の実力者となった）：下野国
- 小山持政（室町時代から戦国時代初期にかけての武将、守護大名、下野守。小山氏の再興に成功し、関東管領上杉氏に匹敵するほどまで勢力を拡大させた）：下野国
- 狩野昌運（江戸時代前期に活躍した狩野派（江戸狩野）の絵師。狩野安信の高弟）：宇都宮
- 蒲生君平（江戸時代後期の儒学者。 天皇陵を踏査して『山陵志』を著した尊王論者、寛政の三奇人のひとり。海防論者としても知られる）：下野国宇都宮（現宇都宮市）
- 菊地淡雅（江戸の豪商、書画コレクター・書の鑑定家。息子の菊池教中、娘婿の大橋訥庵は勤王家）：下野国都賀郡
- 小泉斐（江戸時代後期の絵師、特に鮎図が有名。高久靄厓も画技を受けたひとり）：下野国芳賀郡益子（現益子町）
- 鈴木石橋（江戸時代後期の儒学者。私塾麗澤舎にて地域教育と窮民救済に尽力した。寛政の三奇人のひとり蒲生君平の師。鈴木家は鹿沼宿の本陣）：下野国都賀郡鹿沼宿（現鹿沼市）
- 鈴木武助（江戸時代中期の黒羽藩の家老・農政家。積極的な藩政改革により、天明の大飢饉で藩内に1人も餓死者を出さないという成功を収めた。老中の松平定信に対しても経世の建白書を提出して中央政権からも一目置かれる存在となった）：下野国黒羽藩
- 下毛野古麻呂（飛鳥時代後期の公卿、下野河内郡に下野薬師寺を建立し氏寺としたと云われる）：下野国
- 佐野昌綱（戦国大名。戦上手であり、上杉謙信や北条氏康、北条氏政の軍勢と戦い、何度も撃退している）：下野国
- 遂翁元盧 （江戸時代中期の臨済宗妙心寺派の僧。白隠慧鶴の弟子で、静岡県沼津市松蔭寺住職を継いだ。俗姓名は不明。前号は慧牧。浮島老師(翁)とも称した。諡号は宥恵妙顕禅師）：下野国
- 塩谷朝業（鎌倉時代の豪族で御家人、歌人、宇都宮頼綱の弟で源実朝の側近。のちの信生法師）：下野国
- 勝道（奈良時代から平安時代初期の僧で、 山岳仏教の先がけであったといわれ、日光1200年の信仰と文化の原点を築いた）：下野国南高岡（現真岡市）
- 浄法寺高勝（黒羽藩の城代家老、俳人。松尾芭蕉の門下で俳号を桃雪と号する。芭蕉が長旅の途中に黒羽を訪れた際は、同じ門下で弟の豊明(俳号翠桃)とともに厚くもてなした）：下野国
- 高久靄厓（江戸時代後期の文人画家。18歳で黒羽藩画員の小泉斐に入門。続いて郷里の壬生藩御用絵師平出雪耕に就いて書画を学ぶ。その後、鹿沼に移り、池大雅や伊孚九に私淑し文人画を独学した。没後、弟子であった宇都宮の観専寺住職稲木黙雷は、年忌法要を怠らなかった）：下野那須郡杉渡戸（現那須塩原市黒磯）
- 多功長朝（戦国時代の武将、宇都宮氏家臣、石見守。「宇都宮家中一の侍大将」と言われ、上杉謙信の軍勢を撃退している）：下野国
- 多功綱継（戦国時代の武将、宇都宮氏家臣、石見守。北条氏と戦い何度も撃退しており、宇都宮氏を守り続けた。北条氏邦の軍勢も撃退している）：下野国
- 那須与一（源頼朝に仕えていた平安時代末期の武将、御家人。弓の名人として有名。）：神田城（現那須郡那珂川町）
- 芳賀高定（戦国時代の武将、宇都宮氏の宿老。宇都宮城奪還に尽力し、宇都宮家再興を果たした。その後も主君・宇都宮広綱を支えた）：下野国
- 芳賀高経（戦国時代の武将、宇都宮氏の宿老、右兵衛尉。野心家であり、宇都宮忠綱を追放させる。宇都宮興綱、宇都宮俊綱を擁立し、絶大な権力を誇った）：下野国
- 早野巴人（江戸時代中期の俳人、与謝蕪村の師。のちに名を夜半亭宋阿と改める）：下野国那須郡烏山（現那須烏山市）
- 福井兵右衛門嘉平（江戸時代中期の剣術家、神道無念流の創始者。 廻国修業中、信州の飯縄山（戸隠山とする文献もあり）の飯綱権現に参篭中、現れた老人より7日間にわたって剣法の妙要を授かり、下山後伝授された妙要から立居合十二剣を編み出して神道無念流を開いたと伝えられる。弟子に戸賀崎暉芳らがいる）：下野国都賀郡藤葉村（現壬生町）
- 藤原宗円（平安時代後期の人物、下野守護、宇都宮座主、宇都宮氏の祖。仏法を背景に勢力を拡大した。 藤原道兼の曾孫という説と道長の曾孫という二つの説がある）：下野国
- 藤原秀郷（平安時代中期の武将、貴族。下野守、武蔵守、鎮守府将軍。承平天慶の乱で平将門を追討するなどで活躍。近江三上山の百足退治の伝説で有名。唐沢山城を築城）：下野国
- 堀内正春（江戸時代前期から中期の直心影流の剣術家。通称は源左衛門。直心影流に堀内流という一派を立てて、江戸の小石川牛天神下に道場を持った。この堀内道場は江戸においては有数の道場であり、門弟には赤穂浪士の堀部武庸や奥田重盛らがいて、特に堀部は堀内道場一の高弟で知られた）：下野国
- 益子勝宗（戦国時代の武将、宇都宮氏家臣、 下野国芳賀郡益子城主 。野心家で兄を殺し家督を継承する。また、独断で武田信玄と通じている。戦上手でもあり、武田軍が上野国を侵攻した際には夜襲をしかけて撃退している）
- 松宮観山（江戸時代中期の儒学者、思想家、兵学者。その他の学問領域として、測量学・数学・国学・地理学・蘭学と諸学に通じており、卓見した識見で日本思想史上、異色の学者とされる）：下野国足利郡
- 三田称平（黒羽藩の奉行・重臣。漢学・儒学・国学を修め、更に朱子学・陽明学を学んだ。奉行として益子陣屋に着任した折に窯業の将来性を見出し、後の益子焼へと繋がる「益子の窯業」の産業発展に大きく寄与した） ： 下野国黒羽城
- 皆川広照（戦国大名、国衆。処世術に長ける。宇都宮氏、佐竹氏と協力して後北条氏と敵対していたが早い段階から織田信長、徳川家康と交友関係を持った。小田原征伐では北条氏に味方していたが長年の誼から豊臣秀吉によって許され、家康の子松平忠輝の家老に取り立てられた。また現代に繋がる栃木市の街並みを整備した）：下野国皆川・栃木（現栃木市)
- 壬生綱房（戦国時代の武将、宇都宮氏の宿老。野心家で権謀術数を駆使して絶大な権力を誇った。芳賀高経とともに宇都宮俊綱を擁立した。晩年には宇都宮城を乗っ取り、戦国大名として独立した）：下野国壬生城主（現壬生町）・下野国鹿沼城主（現鹿沼市）

## 栃木県にゆかりのある人物一覧
五十音順。

### 栃木県に移住、又は居住歴のある人物
- 明仁（東京府東京市麹町区(現東京都千代田区)）： 第125代天皇、現上皇。太平洋戦争の戦局の悪化に伴って、昭和19年7月から翌年11月まで学習院初等科の同級生らとともに日光に学童疎開し、およそ1年間日光田母沢御用邸で生活した。昭和20年7月中旬に宇都宮空襲があり、急遽奥日光湯元温泉の南間ホテルへ移動、その後更に移った益子町の悠和館で玉音放送を聞いた。 即位後は、那須御用邸にほぼ毎年の夏に過ごしており、平成23年（2011年）には、同年3月11日に発生した東日本大震災により、福島県から避難した被災者に対し、御用邸の風呂などの一部施設を天皇・皇后の意向により開放した。
- 浅野正富（東京都）政治家、弁護士。小学生の時に小山市へ転居し、同市内に弁護士事務所を開設している。2009年、NPO法人ラムサール・ネットワーク日本の事務局長として、渡良瀬遊水地のラムサール条約湿地への登録推進に尽力した。 現小山市長。
- 東京太（東京都台東区）：漫才師。 疎開のため真岡市で育った。相方は妻の東ゆめ子でコンビ名は東京太・ゆめ子。栃木弁の抜けない京太が、ゆめ子に押され気味で進んでいく芸風の夫婦漫才。
- 雨谷一樹（茨城県桜川市）：競輪選手。日本競輪選手会栃木支部所属、ホームバンクは宇都宮競輪場。作新学院高校卒業。師匠は小山市出身で高校の先輩飯嶋則之、妻が宇都宮市出身で高校の同期生でもある元プロロードレーサー針谷千紗子。
- 亜門虹彦（東京都品川区）：ケヤキ坂46のメンバー、心理アナリスト。小学校入学から高校卒業まで岩舟町(現栃木市)に居住。
- 飯塚小玕斎（東京府東京市本郷区(現東京都文京区)）竹工芸家、人間国宝。竹工芸家の父飯塚琅玕斎の出身地である栃木市に疎開し、終戦後も在住して10年間学校講師として勤めていた。尚、琅玕斎の高弟で小玕斎の兄弟弟子に当たる斎藤文石は、後の人間国宝勝城蒼鳳の師でもある。
- 池田勇人（広島県豊田郡吉名村(現竹原市)）：政治家、内角総理大臣。大蔵官僚時代に宇都宮税務署長を務めていた事がある。
- 石田多朗（アメリカ・ボストン）：作曲家、音楽プロデューサー。2017年より妻の実家がある那須町在住。
- 猪苗代兼載（陸奥国会津）：戦国時代の連歌師。一時、現那須町芦野に居住。
- いわむらかずお（東京都足立区）：絵本作家。1975年より益子町に居住。畑を耕しながら創作活動を続けた。1998年馬頭町(現那珂川町)に「いわむらかずお絵本の丘美術館」を開設し、館長を務めていた。元とちぎ未来大使。
- 宇井潤（東京都新宿区）：環境学者、沖縄大学教授、同名誉教授。太平洋戦争中、両親の郷里である壬生町へ疎開し、終戦後も同町にて開拓団生活を送った。栃木高等学校卒業。 富田八郎(とんだやろう)のペンネームで水俣病を告発し、新潟水俣病訴訟や公開自主講座「公害原論」でも活躍した。
- 江川卓（福島県いわき市）：元プロ野球選手、野球評論家。作新学院高等学校のエース、中二から高三まで小山市に居住。
- えりのあ（福島県双葉郡双葉町）：シンガーソングライター。 大田原市の国際医療福祉大学へ入学を機に同市へ移住しその後も居住。同大学を卒業後は、福祉施設で勤務しつつシンガーソングライターとして、2008年にメジャーデビュー。
- 大滝清雄（福島県西白河郡三神村(現：矢吹町)）：詩人。1953年足利市に移住し、小中学校の教員を務めた。
- 小川喜一（徳島県）：内務官僚、栃木県知事（1946年1月〜47年3月、1955年2月〜59年2月）を務めた。
- 小栗康平（群馬県前橋市）：映画監督。益子町在住。
- 小山田二郎（中国・安東県出生、東京育ち）：洋画家。13歳で大田原市に移住した。
- 織本順吉（神奈川県横浜市）：俳優、ナレーター。 晩年、那須塩原市関谷に移住、同市内の病院で老衰により死去。
- 柿沢安耶（東京都）：パティシエ。 2003年から2006年まで宇都宮市でオーガニック料理のカフェレストランを開いていた。とちぎ未来大使。
- 加守田章二（大阪府岸和田市）：益子焼の陶芸家。1958年益子町に移住した。
- 川上澄生（神奈川県横浜市）：版画家。宇都宮市に居住し、宇都宮中学(現宇都宮高校)教師、宇都宮女子高校講師を勤め、退職後は版画制作に専念 。1967年に勲四等瑞宝章を受章。 鹿沼市に川上澄生美術館がある。
- 菅野祐悟（埼玉県川越市）：作曲家、音楽プロデューサー。中学校卒業後高根沢町に転居し、大学中盤まで過ごした。
- 北原武夫（神奈川県小田原市）：小説家。両親の暮らす壬生町で、当時の妻だった宇野千代（小説家）と短期間同居していた。
- 久保田譲（但馬国豊岡藩(現兵庫県豊岡市)）：文部官僚、政治家。日光神領で報徳仕法を学び、都賀郡引田村(現鹿沼市引田)で行っていた報徳仕法の継続を図った。1869年2月に日光県に出仕すると開墾方主役となって、1871年11月の廃県まで県内の復興事業を任せられた。
- 黒田杏子（東京市本郷(現東京都文京区)）：俳人、日本ペンクラブ会員。幼少期の戦時中に栃木県に疎開し、宇都宮女子高校へ進学して卒業まで過ごした。
- 坂上二郎（鹿児島県鹿児島市）：コメディアン、俳優、歌手。 2005年に東京都練馬区から那須塩原市に転居。お笑い芸人の育成学校『那須お笑い学校』の名誉校長に就任。2011年脳梗塞のため同市内の病院で死去。
- シシヤマザキ（神奈川県）：映像作家・アーティスト。 水彩画風の手描きロトスコープアニメーションを独自の表現方法として確立した。2019年より陶芸を開始し、2020年から益子町に移住、活動の拠点を東京から益子に移した。2022年にはヤマザキの作品が益子町のふるさと納税の返礼品に選ばれた。
- 菅野祐悟（埼玉県川越市）：作曲家、編曲家、音楽プロデューサー、画家。中学校卒業後、高根沢町に転居し大学中盤まで過ごした。
- 木村昌平（北海道）：経営者、元セコム社長。益子町に移住し、講話会「益子昌平塾」を主宰。
- 京塚昌子（東京都）：俳優。戦時中に栃木県へ疎開し、佐野高等女学校(現佐野東高等学校)を卒業した。
- 金萬福（香港）：料理人、タレント。2007年から2022年まで居住し、宇都宮東武ホテルグランデ『竹園』の総料理長を務めていた。
- 紗栄子（佐賀県出生、宮崎県出身）：モデル、元俳優。2020年より大田原市に移住し、牧場を経営。
- 島岡達三（東京都芝区(現港区)）：益子焼の陶芸家。名誉県民、人間国宝。1946年両親と共に東京から益子町に移住した。同時に濱田庄司（後の人間国宝、文化勲章受章者）の弟子となって修行し、更に粘土や釉薬を徹底的に試験研究した。 独立後は、国内のみならず世界各国で個展や出品、視察や作陶指導を行い、更に「益子焼の普及」に寄与すべく、益子焼に関する取材に応じたり、数々の論文や書籍を数多く著した。
- 合田好道（香川県三豊郡豊濱町(現観音寺市)）：画家、陶画家、陶芸家。 益子焼の窯元や陶芸家志望の若者たちを指導し、「民芸の町・益子」「陶芸の町・益子」を作り上げた戦後の功労者の一人であり、「益子のお目付役」と呼ばれる。
- 鈴木麻里子（東京都港区）：声優。中学生から高校生まで宇都宮市で過ごした。
- ダイアモンド☆ユカイ（東京都西東京市）：ミュージシャン、シンガーソングライター、俳優。一時佐野市に居住しており、同市のゆるキャラ「さのまる」のテーマソング「さのまる音頭」を作詞・作曲している。とちぎ未来大使。
- 高木琳光（青森県青森市）：推理小説家。戦時中は中島飛行機(現富士重工業)に技師として勤めており、宇都宮市に住んでいた。
- 高木美保（東京都葛飾区）：俳優、コメンテーター、エッセイスト。1998年にパニック障害の治療を兼ねて那須塩原市に移住し、仕事を続けながら農業を営んでいる。
- 田崎草雲（江戸の足利藩邸で誕生）：勤皇志士 、幕末から明治にかけての勤皇画家。 還暦後、足利市西部に白石山房(現草雲美術館)を建てて画業に専心した。 日本の伝統絵画を海外に認めさせた功労者。墓は足利市の西宮長林寺。栃木市西方町真名子にも分骨された墓がある。
- 田村セツコ（東京都目黒区）：イラストレーター、エッセイスト。7歳時、終戦を疎開先の上都賀郡西方村（現栃木市）で迎えた。
- 田村まい（三重県津市出生、伊勢市育ち）：作曲家、編曲家、ピアニスト。小山市に転入し、宇都宮短期大学附属高等学校音楽科に1年在籍。
- 壇一雄（山梨県南都留郡谷村町(現都留市)）：小説家、作詞家。父親の勤務の関係で少年時代に足利市に居住。足利中学校(現足利高等学校)卒業。
- 富張広司（茨城県猿島郡境町）：木版画家。1992年、小山市に「富張木版画美術館」を開館して移住した。
- 中村吉右衛門 (2代目)（東京都千代田区）：1945年の東京大空襲を機に、養父の初代吉右衛門一家とともに日光市へ疎開し、初代が知人に紹介してもらった寺に身を寄せていた。
- 奈良美智（青森県弘前市）：画家、彫刻家、現代美術家。2005年、東京から那須高原に転居。以降栃木県に活動拠点を移した。
- 仁支川峰子（福岡県田川郡赤村）：歌手、旧芸名西川峰子。一時那須町に居住。
- ニナー賢治（オーストラリア・パース）：トライアスロン選手。2021年に日本国籍を取得し、日本代表として2021年東京五輪・パリ五輪出場。二人三脚で歩んできた村上晃史コーチが運営する「宇都宮トライアスロンスクール」がある宇都宮市に在住して活動拠点とし、栃木県トライアスロン協会に加盟している。
- 乃木希典（東京都港区）：軍人（陸軍大将）、教育者。 軍隊を度々休職し、那須野(現那須塩原市石林)に購入した土地へ別邸を建て、通算4年間農業に勤しんだ。 後に、地元住民により別邸の敷地内に那須乃木神社が建立された。
- 野口雨情（茨城県多賀郡磯原町(現北茨城市)）：童謡・民謡作詞家、童謡三大作詞者の一人。 戦時中、宇都宮市鶴田に疎開し、そのまま没した。雨情の住居だった「雨情茶屋離れ」は、現存しており、2005年に国の登録有形文化財に登録された。
- 濱田庄司（神奈川県橘樹郡高津村(現川崎市)）：益子焼の陶芸家。名誉県民、人間国宝、文化勲章受章者。1930年から益子町で作陶を始める。ほとんど手轆轤のみを使用するシンプルな造形と、釉薬の流描による大胆な模様を得意とした。弟子の島岡達三も後の人間国宝。
- 平塚らいてう（東京府麹町区(現東京都千代田区)） 思想家、評論家、作家、フェミニスト、女性解放運動家。35歳の時、心労から体調を崩し、一家で千葉県に転居したのち、佐久山町（現大田原市）に移り住んだ。1922年37歳で東京に戻った。 また、1908年22歳の時、森田草平と塩原から日光に抜ける尾頭峠付近山中の雪の中、心中未遂で警察に救助された塩原事件が有名。
- 福田蘭童（茨城県真壁郡伊讃村川島(現筑西市)）音楽家、尺八奏者、随筆家、料理人。洋画家の青木繁・福田たね（芳賀郡水橋村(現芳賀町)出身）の子。幼少期から13歳まで水橋村の母親の実家で育った。石橋エータローの父でもある。
- 松根東洋城（東京府築地）：俳人、夏目漱石の門下生。 幼いころ、裁判官である父の転勤により栃木に居住したことがある。
- 三島通庸（薩摩国鹿児島郡武村(現在の鹿児島市上之園町)）：内閣官僚、栃木県令。那須野が原を開拓、塩原道路(現国道400号線)、三島街道等を開通させた。
- 向田邦子（東京都世田谷区）：脚本家、エッセイスト、小説家。幼少期の短期間を宇都宮で過ごした。
- 室井佑月（青森県八戸市）：小説家、随筆家、タレント。少女時代を栃木県で暮らし、石橋高校を卒業している。
- 吉屋信子（新潟県新潟市）：小説家。少女時代を真岡、栃木町で過ごし、その後日光小学校で代用教員をしていた。
- 宮崎駿（東京都文京区）：アニメ監督、アニメーター。幼少期宇都宮に疎開し、3歳から小学3年生まで暮らした。その時住んでいた古民家が空襲を逃れて現存し、現在は、「ギャラリー絆和（はんな）」 としてファンの聖地になっている。
- 宮地静香（兵庫県西宮市）：クリケット選手。日本代表であり日本人初のプロ選手。佐野市在住、佐野クリケットクラブ所属。
- 薮崎友宏（静岡県富士市）：シェフ、ソムリエ。2015年足利市在住の歯科開業医の女性と結婚。2020年に足利市の新規農業従事者として承認された。同年、とちぎ未来大使に任命される。
- 山田詠美（東京都板橋区）：小説家、漫画家。 小学校5年生の2学期より鹿沼市に転入し、鹿沼高校在学中に宇都宮市へ移る。
- ヨゼフ・フロジャック（フランス）：パリ外国宣教会所属の 宣教師。来日直後の1910年宇都宮教会に赴任。翌年栃木県を離れたが、1946年に那須町の御料地を借り受け、開拓を開始。翌年診療所を創設し、無医地区だった付近住民の社会福祉に尽力した。
- ワグナー・ナンドール 日本名は和久奈南都留（ハンガリー）：彫刻家。益子町に移住してアトリエを建設、後に日本に帰化。益子町に美術館「ワグナー・ナンドール　アートギャラリー」がある。

#### 歴史上の人物
- 稲葉正成：元亀2年（1571年）、林政秀の次男として誕生。  安土桃山時代から江戸時代にかけての武将、大名。美濃国十七条藩主、下野国真岡藩初代藩主。
- 上杉憲実：応永17年（1410年）、越後国守護・上杉房方の三男として越後で誕生。 室町時代中期の武将・守護大名。関東管領、上野国・武蔵国・伊豆国守護。山内上杉家8代当主。足利学校や金沢文庫を再興した。
- 奥平家昌：天正5年（1577年）美濃国加納藩主・奥平信昌の長男として誕生。安土桃山時代から江戸時代初期にかけての武将、大名。下野国宇都宮藩の初代藩主（第26代宇都宮城主）。
- 寒河尼：保延4年（1138年）に京都で誕生。 宇都宮氏や小田氏の祖、八田宗綱の娘で、平安時代末期から鎌倉時代初期の女性、八田知家の姉。下野国の豪族・小山政光の後妻で、結城朝光の母。源頼朝の乳母も務めた。
- 親鸞：承安3年（1173年）に、現在の法界寺、日野誕生院付近（京都市伏見区日野）にて、皇太后宮大進 日野有範の長男として誕生。 鎌倉時代前半から中期にかけての日本の僧。親鸞聖人と尊称され、鎌倉仏教の一つ、浄土真宗の宗祖とされる。建保2年（1214年）越後より関東に移り、常磐・下野・下総の間を往来し、数多くの弟子を育てて浄土真宗の原始教団を成立させた。
- 袋中：天文21年1月29日（1552年2月23日）陸奥国菊田郡西郷村(現福島県いわき市)に誕生。江戸時代前期の浄土宗の学僧。幼少時から神童振りは有名だったが、21歳の時に現益子町円通寺の大沢文庫に学び、入山間も無く講席を持つ程で、25歳の頃には、足利学校で講義するまでになった。
- 天海：天文5年（1536年） 陸奥国会津で誕生。安土桃山時代から江戸時代初期にかけての天台宗の僧、大僧正。諡号は慈眼大師。宇都宮や比叡山などで天台宗を学び、足利学校で儒教と禅宗を修めた。徳川家康に招かれて側近として仕え、慶長18年（1613年）には日光山貫主に任じられた。
- 道鏡：文武天皇4年（700年）に 河内国若江郡（現在の大阪府八尾市）に生まれた。奈良時代の僧侶、禅師。俗姓から、弓削道鏡とも呼ばれる。 770年に称徳天皇が病死すると、下野薬師寺別当として流され、772年ここで没した。龍興寺（下野市）境内に道鏡の墓と伝えられる塚がある。
- 戸田茂睡：寛永6年（1629年）に駿府城内で出生。江戸時代前期の数学者。父が黒羽藩士であったため、幼児期から青年期を黒羽で過ごした。
- 長尾景人：文安2年（1445年）長尾実景の次男として誕生。室町時代後期の武将。山内上杉家の家臣である足利長尾氏の祖。下野国勧農城城主。
- 二宮尊徳（二宮金次郎）：天明7年（1787年）相模国足柄上郡栢山村（現在の神奈川県小田原市栢山）に出生。江戸時代後期の経世家、農政家、思想家。小田原藩主の命により、文政6年（1823年）荒廃していた芳賀郡桜町（現在の真岡市物井）に移住して再建に着手、やがて村を見事に再興救済した。小田原に戻ったのち幕府に召し抱えられ、晩年には、真岡の代官山内氏の属吏となって、再び真岡に移住。日光神領を回って日光奉行の配下で仕法を施していたが、病を発し、安政3年（1856年）下野国今市村（現在の栃木県日光市）の報徳役所にて没した。縁が深い真岡市には二宮尊徳資料館がある。
- 堀川国広：享禄4年（1531年）日向国綾にて誕生。安土桃山時代の刀匠。諸国を遍歴し、下野国「足利学校」に入学。同校で学ぶ一方、在地の国人領主長尾顕長に仕えた。足利でも作刀は続け、1590年（天正18年）には、顕長の依頼により「九州日向住国広作」と銘を切った太刀を鍛えた。これが、後世に「山姥切国広」と呼ばれる名刀である。
- 本多正純：永禄8年（1565年）本多正信の長男として誕生。安土桃山時代から江戸時代初期にかけての武将、大名。江戸幕府の老中。下野国小山藩主、同宇都宮藩主（第28代宇都宮城主）。正信系本多家宗家2代。
- 源義康（足利義康）：天治2年（1125年）頃、源義国の次男として京で誕生。平安時代末期の武将。足利氏本宗家（下野源氏）の祖・初代、下野国足利荘。足利荘下司職、北面武士、左衛門尉、検非違使、従五位下、蔵人、陸奥守

### 親族が栃木県出身、又は栃木県に縁が深い人物
- 相川七瀬（大阪府）：歌手・作詞家・カラーセラピスト、栃木県文化財オフィサー。大阪・関西万博における栃木県出展のキーメッセージである「山水共里（さんすいきょうり）」をイメージしたオリジナルソング「山水共里」を歌っており、作詞も自身が担当した。この曲のミュージックビデオは奥日光で撮影された。また、栃木市政策フェローも務めており、栃木県との関わりが深い。
- 青木周蔵（長門国厚狭郡生田村（現山口県山陽小野田市））：明治・大正期の外交官。まだ未開の地であった那須野が原にドイツ式の青木農場を開設した。また、那須塩原市に別邸として建てた建造物は、「旧青木家那須別邸」として、国の重要文化財に指定されている。
- 伊沢拓司（茨城県岩瀬町（現桜川市）出生、埼玉県さいたま市・鳩ヶ谷市（現川口市）育ち）：クイズプレイヤー、タレント。曾祖父及び祖父が栃木県出身。
- 板谷波山（茨城県真壁郡下館城下（現筑西市））：明治後期から昭和中期にかけて活動した陶芸家、陶芸家初の文化勲章受章者。1913年(大正2年)から3年間、黒羽（現大田原市）で作陶を指導。それが陶芸品「かなめ焼」である。
- 歌川広重（江戸八代洲河岸）：江戸時代の浮世絵師。那珂川町に馬頭広重美術館がある。
- 柄本明（東京都中央区）：俳優、演出家。父方のルーツが足利市。
  - 柄本佑（東京都）：俳優。明の長男
  - 柄本時生（東京都）：俳優。明の次男
- エリーローズ（東京都）：モデル。父である写真家の荒川弘之が栃木県出身。
- 大山巌（薩摩国鹿児島城下（現鹿児島県鹿児島市））：陸軍軍人、政治家。那須（当時の西那須野村、後の那須塩原市）に所有していた別邸は、後に大山記念洋館（大山別邸）として県の指定文化財となっており、県立那須拓陽高等学校が管理している。那須には農場も持っており、暇があれば山仕事に従事していたという。那須に葬られ、墓所は那須塩原市。遺品は陸上自衛隊宇都宮駐屯地に多数収蔵され、資料館に展示されている。
- セルジオ越後（ブラジルサンパウロ）：元プロサッカー選手、サッカー評論家・指導者。2006年よりH.C.栃木日光アイスバックスのシニアディレクターを務め、精力的に活動している。試合では自身もベンチに入り、ハーフタイムに選手たちを鼓舞するほか、TV出演の際にはアイスバックスの宣伝を欠かさない。2009年にとちぎ未来大使を委嘱され、日光市を中心に活動している。
- 岡田眞善（東京都港区）：俳優、キャスター、ラジオパーソナリティ、写真家。岡田眞澄・藤田みどりの長男。2004年度からエフエム栃木のレギュラー番組でパーソナリティを長年務めており、更に、とちぎテレビの報道番組『イブ6プラス』で2019年度から3年間、金曜日のMCを担当していた。そのような関係から、2020年にとちぎ未来大使を委嘱され、県内の中学校で自身の体験談などの講和を行っている。
- 荻野目慶子（熊本県生まれ、埼玉県出身）：俳優。父が栃木県出身。
  - 荻野目洋子（千葉県佐倉市）：歌手。慶子の妹。
- 加藤登紀子（満洲国・ハルビン市）：歌手。足利市出身のケーナ奏者Renが作った曲に、イチゴ農家の夫婦をモデルに加藤登紀子が詩を書いた「いちごの唄」が、栃木県産とちおとめ応援ソングになっている。また、相田みつお（足利市出身）とは、お互いの展覧会やコンサートを鑑賞するなどの親交があった。とちぎ未来大使。
- 神山智洋（兵庫県宝塚市）：アイドル、WEST.のメンバー。曾祖父が栃木県出身。
- 亀田誠治（アメリカニューヨーク）：音楽プロデューサー。父は宇都宮市出身、母は栃木市出身。本人の本籍も栃木県。
- 川岡大次郎（大阪府大阪市）：俳優。2016年から2017年にかけて、テレビ朝日の番組『イチから住〜前略、移住しました〜』の企画で、那須塩原市での移住生活を4か月体験。2018年、那須塩原市でほぼ全編を撮影した短編映画「HELP!!」をプロデュースし、「さぬき映画祭」にてグランプリを受賞した。2017年に同市の「まちづくり大使」に任命されている。
- 河野一郎（神奈川県足柄下郡豊川村 (現・小田原市)）：政治家（衆議院議員、元農林大臣）、馬主。栃木県那須に那須野牧場を開設。
  - 河野洋平（神奈川県平塚市）：政治家（自民党総裁、衆議院議長、元外務大臣他）。一郎の次男。自身も那須野牧場代表を務めていた。
- 勝俣州和（宮城県仙台市出生、静岡県御殿場市育ち）：お笑い芸人、YouTuber。足利市と縁が深く、同市の知的障害者支援施設「こころみ学園」の支援を行っているほか、同市で開催される「足利尊氏公マラソン大会」に毎年参加している。これらの活動が評価され、市から「あしかが輝き大使」に任命された。
- 克美しげる（宮崎県宮崎市）：元歌手。再々婚した32歳年下の妻と晩年に栃木県内で生活。脳梗塞の後遺症に苦しめられながら、スナックのカラオケで歌うなど地道な活動を続けていたが、脳出血のため佐野市の病院で死去した。
- 喜多川歌麿（出生地・出身地は諸説あり）：江戸時代の浮世絵師。近年、栃木市内の民家およびゆかりの旧家から歌麿の肉筆画「女達磨図」「鍾馗図」「三福神の相撲図」が発見され、歌麿の浮世絵版画の中には、栃木の狂歌師による狂歌が入ったものがいくつか見受けられる。 また、一説によると、[11]歌麿は京都に生まれ、近江商人で近江の守山から栃木市へ移住した“釜屋”を頼りに 母とともに幼くして栃木にやってきた。そして釜屋（善野家）の紹介で、江戸の狩野派の画家鳥山石燕に師事し、浮世絵師として 第一歩を踏み出した。その後、有名になってからも、しばしば栃木の釜屋を訪ね、大作「雪月花」を執筆したという。それらの縁から、令和6年栃木市に「とちぎ歌麿交流館」がオープンした。
- 北尾まどか（東京都目黒区）：将棋の元女流棋士。幼少期に将棋を教えた父親が西那須野町（現那須塩原市）出身。とちぎ未来大使。
- 隈研吾（神奈川県横浜市）：建築家（一級建築士）、デザイナー。隈研吾建築都市設計事務所主宰。東京大学特別教授、同名誉教授。高知県立林業大学校校長、岐阜県立森林文化アカデミー特別招聘教授。県産の自然素材を多く取り入れて設計した那須周辺の那珂川町馬頭広重美術館、那須芦野・石の美術館、那須歴史探訪館の3件が高く評価されてブレイクした。その後も県内の建築物を幾つも手がけ、とちぎ未来大使の委嘱を受けている。 また、栃木県出身の針谷將史は、隈研吾建築都市設計事務所に7年間勤務したのち独立し、東京都港区に建築設計事務所を設立した。
- 西郷従道（薩摩国鹿島郡（現鹿児島県鹿児島市））：政治家。元帥海軍大将、陸軍中将。西郷隆盛の実弟。1881年にいとこの大山巌と共同で那須野が原に加治屋開墾場を開設し経営していたが、1901年に西郷農場と大山農場に分割された。従道が死去した翌年、現大田原市加治屋に西郷神社が建立され、ここに祀られている。
- 西條八十（東京府東京市牛込区（現東京都新宿区））：詩人、作詞家、仏文学者、小説家。西條は、戦時中の1944～47年、茨城県下館市（現筑西市）に疎開。45年には長女の嫁ぎ先である三井家の両親を茂木町の荒橿神社社務所に疎開させ、度々通って面倒を見ていた。留学先のフランスから持ち帰った蔵書も同神社近くの民家の石蔵に預けた。また、代表曲の一つ「青い山脈」の歌詞は、48年10月に書き上げており、茂木町の城山公園から見た日光連山の山並みを思い浮かべて書いたとする説がある。
- 鹿間時夫（京都府出身）古生物学者、横浜国立大学教授、日本古生物学会会長。葛生町（現佐野市）周辺で、陸上哺乳類などの化石を1931年から1939年にかけて調査し、ニホンムカシジカやクズウアナクマなどの新種11種を含んだ計61種4000点を発見・報告した（葛生化石動物群）。
- 渋沢英一（武蔵国榛沢郡血洗島村（現埼玉県深谷市血洗島））実業家、「日本資本主義の父」。渋沢と栃木県の縁は多々あり、中でも日光が代表例。 明治に入り幕府の庇護を失った日光の社寺と景勝を護るべく、明治12(1879)年に「保晃会」が組織された。渋沢も会員として、日光鉄道（現ＪＲ日光線）の敷設、日光駅の築造、日光ホテルの整備などを支援した。また、日光東照宮三百年祭奉斎会が組織されて会長を務め、大正14(1915)年の三百年祭に列席した。東照宮の参道、石鳥居の手前にある社号標は、大正13(1924)年5月に建立されたもので、文字は渋沢の揮毫である。
- 下司愉宇起（東京都町田市出生、熊本県熊本市育ち）：歌手、指揮者、作詞家、音楽プロデューサー。 201１年より宇都宮市岡本地区に発足した女声合唱団「岡本カンマーコール」の常任指揮者を務める下司が作詞、ジャズ・ピアニストで作曲家の保坂修平が作曲を手掛けた合唱曲集 「下野旅情」 が有名。1曲の中で日光〜湯西川〜那須高原〜宇都宮と場所を移りながら歌われている。巻末には後に補作された、足尾・足利・栃木（市）の歌詞も掲載されている。その後、 姉妹合唱団「日光カンマーコール」が発足し、両方の常任指揮者を務めている。とちぎ未来大使、とちぎ音楽大使、元日光市観光大使。
- スギ。(インスタントジョンソン)（神奈川県高座郡寒川町）：お笑いトリオ「インスタントジョンソン」のメンバー。芸能人のサッカーチーム「SWERVES」に所属するほどのサッカー好き。とちぎテレビのサッカー番組にピンチヒッターで出演したことを契機に栃木SC愛が芽生え、2016年から公式応援リポーターとして活躍中。栃木SCの試合やPR活動のたびに宇都宮を訪れている。
- 鈴木佑季（東京都）：旧芸名鈴木友紀、タレント、歌手。ガッツ石松（鹿沼市出身）の長女。
- Taka (ONE OK ROCKのメンバー)（東京都）：旧芸名森内貴寛、シンガーソングライター。森進一・ 森昌子（宇都宮市出身）の長男。
  - Hiro (MY FIRST STORYのボーカル)：Takaの弟（三男）
- 田臥勇太（神奈川県横浜市）：プロバスケットボール選手。アメリカから帰国後の2008年、能代工高時代の恩師である加藤三彦が新たに率いる事になったJBLのリンク栃木ブレックスに入団して長く活躍した。B1リーグの宇都宮ブレックスとなった現在も、キャプテンとしてチームの精神的支柱になっている。とちぎ未来大使。
- 田部井淳子（福島県田村郡三春町）：登山家。女性として世界で初めてエベレストおよび七大陸最高峰への登頂に成功したことで知られる。「小学四年生の時に、担任の先生に栃木県の茶臼岳と朝日岳に連れていってもらったのが私の初めての登山でした」と語っており、この体験が登山家への意識の芽生えになったと言われている。
- 徳川家康（三河国岡崎城）：岡崎城主松平広忠の嫡男として誕生。江戸幕府初代将軍、徳川氏の祖。上杉景勝を討伐するために会津に向かう途上、下野国小山に本陣を置き、軍議「小山評定」を開いた。遺言で作らせた日光東照宮に自身の墓がある。
- 徳川秀忠（遠江国浜松城）：徳川家康の三男として誕生。江戸幕府の第2代将軍。父家康の遺言に従い、日光東照宮を創建した。
- 徳川光圀（常陸国水戸城下柵町（現在の茨城県水戸市宮町）の家臣・三木之次の屋敷）：水戸藩初代藩主・徳川頼房の三男として誕生。徳川家康の孫に当たる。江戸時代前期の大名、常陸水戸藩の第2代藩主。この時代は、馬頭村(現那珂川町馬頭)が水戸藩領だったため、那珂川町の鷲子山上神社境内には、光圀に関わる史跡が今も残っており、領地巡回の際に光國が選んだ「鷲子十景」の碑が建てられている。野ざらしになっていた那須国造碑に保護用の覆堂を建立し、碑文の内容確認のため侍塚古墳を発掘調査したのも光圀である。
- 広澤克実（茨城県下妻市出生、結城市育ち）：ロサンゼルス五輪野球金メダル、元プロ野球選手、野球解説者。結城市の自宅から越境通学して小山高校卒業。とちぎ未来大使。
- 裕仁(昭和天皇)：大正12年（1923年）に当時皇太子であった昭和天皇が那須温泉を行幸した際に、山々と高原の美しい景観に感動し、大正15年（1926年）に夏の避暑地として那須に御用邸が建設され、付属邸は昭和10年（1935年）に完成した。
- 中山義秀（福島県西白河郡大屋村（現白河市））：小説家。母が芦野町（現那須町）出身。
- 藤城清治（東京都）：影絵作家。那須高原の自然を愛していたことから、那須町に『藤城清治美術館那須高原』がある。
- 逸見猶吉（茨城県古河市）：詩人、童話作家。 祖父と父は、ともに足尾銅山鉱毒事件対策の渡良瀬遊水地用地として強制廃村になった下都賀郡谷中村で村長を務めていた。
- 美空ひばり（神奈川県横浜市）：歌手。父の加藤増吉が日光市（旧河内郡豊岡村）出身。
  - 佐藤勢津子：ひばりの妹
  - かとう哲也：ひばりの弟
    - 加藤和也 (ひばりプロダクション)：ひばりの養子（哲也の実子）

  - 香山武彦：ひばりの弟
- 牧阿佐美（東京府東京市（現東京都杉並区阿佐谷）：バレエダンサー、振付家。 牧阿佐美バレヱ団総監督、新国立劇場舞踊芸術監督、新国立劇場バレエ研修所長。 文化勲章受章者。父牧幹夫、母橘秋子が共に宇都宮市出身のバレエダンサー。
- 松方正義（薩摩国鹿児島郡鹿児島（現鹿児島県鹿児島市））：従一位大勲位公爵、元内閣総理大臣兼大蔵大臣。那須（現那須塩原市）に千本松牧場を開場。後に隣接して別邸（松方別邸）を造り、皇太子・嘉仁親王を招くなどの社交の場とした。
- 松平容保（江戸四谷土手三番丁の高須藩邸）：1880年（明治13年2月）、旧会津藩主の容保は、日光東照宮の宮司に任命され、途中一時職を離れたが、その後復職し亡くなるまで通算約十年間宮司として在任した。また、幕府の庇護を失った東照宮護持のために発足した「保晃会」の初代会長に就任し、様々な活動を続けた。
- 村田修一（福岡県糟屋郡篠栗町）：元プロ野球選手、プロ野球コーチ。日大時代の恩師である鈴木博識と自身の妻がどちらも小山市出身であり、小山に縁があるという理由で栃木ゴールデンブレーブスに1シーズン在籍した。また、長男が早産による未熟児であり、自治医科大学附属病院（下野市）のNICU（新生児集中医療室）に入院していた。
- 森高千里（大阪府茨木市出生、熊本県熊本市育ち）：シンガーソングライター。作詞・作曲した「渡良瀬橋」のヒットにより、足利市から感謝状が贈呈され、渡良瀬橋の近くに歌碑が設置されている。2013年には足利市の1日市長に就任した。あしかが輝き大使。
- 薮崎友宏（静岡県富士市）：中国料理のシェフ、ソムリエ、料理講師。日本における薬膳料理の権威。オーナーシェフとして都内で自身の店を経営する傍ら、足利市内に自社菜園を持ち頻繁に行き来しながら、足利産の食材やワインを積極的に取り入れている。とちぎ未来大使。
- 和氣あず未（東京都）：声優、歌手。曾祖父及び祖父が栃木県出身。
- 渡辺裕太（東京都）：俳優、タレント。渡辺徹（小山市生まれ、茨城県古河市育ち）・榊󠄀原郁恵 の長男。